# Literatura de Venezuela
Literatura de Venezuela se refiere a la obra literaria realizada en este país desde el período de la conquista y colonización hasta el presente. Se incluye también la literatura oral de los pueblos indígenas y afrovenezolanos, las crónicas de Indias, y la literatura de origen folclórico.
La literatura venezolana en lengua española nace el 31 de agosto de 1498 cuando Cristóbal Colón en su Diario describe al territorio venezolano como «Tierra de gracia». 
Luego se desarrolla con las crónicas de Indias, y con autores como fray Bartolomé de las Casas en Brevísima relación de la destrucción de las Indias,  Pedro de la Cadena, Juan de Castellanos,  Gonzalo Fernández de Oviedo,  José de Oviedo y Baños, Sor María de los Ángeles, Joseph Gumilla, Jacinto de Carvajal, Juan Antonio Navarrete,  entre otros, que comenzarán a producir durante los siglos XVI, XVII y XVIII los primeros textos autógrafos. 
En 1808, en vísperas de la independencia, llega la primera imprenta a Caracas (aunque ya existía en Tobago desde 1780 y en Trinidad desde 1789) y con ella surgen importantes periódicos, entre los que destacan el Correo de la Trinidad Española, la  Gazeta de Caracas y el Correo del Orinoco. También surgirán autores como Andrés Bello y Rafael María Baralt.
A mediados del siglo XIX surgen las primeras novelas, los primeros relatos y las primeras obras de teatro con autores como Fermín Toro, Julio Calcaño, Eduardo Blanco, Lina López de Aramburu (Zulima), Juan Vicente Camacho, Tomás Michelena, entre otros. Nacen también en esta época las primeras incursiones en el género fantástico y de ciencia ficción.
A finales del XIX, surgen importantes movimientos como el modernismo, el cosmopolitismo y el criollismo, con autores como Pedro Emilio Coll, Santiago Key Ayala y Luis Manuel Urbaneja Achelpohl.
Durante la primera mitad del siglo XX nacen las primeras vanguardias: José Antonio Ramos Sucre en la poesía, Julio Garmendia en el cuento, Arturo Uslar Pietri (Premio Príncipe de Asturias) en el cuento y la novela. También se consolida el género novelístico con autores como Rómulo Gallegos, Teresa de la Parra y Manuel Díaz Rodríguez. 
Durante todo el siglo XX también surgieron grupos literarios como Sardio, El Techo de la Ballena, Viernes, Tabla Redonda o Tráfico e importantes figuras como Miguel Otero Silva, Guillermo Meneses, Antonia Palacios, José Balza, Eugenio Montejo, Adriano Gonzalez León, Ramón Palomares, Vicente Gerbasi, Victoria de Stefano, Elisa Lerner, Hanni Ossott, Miyó Vestrini, Rafael Cadenas (Premio Cervantes), Igor Barreto, Luis Barrera Linares, Ana Teresa Torres o Yolanda Pantin. 
En 1979 surge el primer Taller de Creación Literaria patrocinado por Fundarte, coordinado por Gabriel Rodríguez. Seguiran los Talleres de Creación Literaria del Centro de Estudios Latinoamericano Rómulo Gallegos (Celarg), coordinados por Luis Alberto Crespo (1980) y Tomás Eloy Martínez (1981). 

## Historia de la literatura venezolana

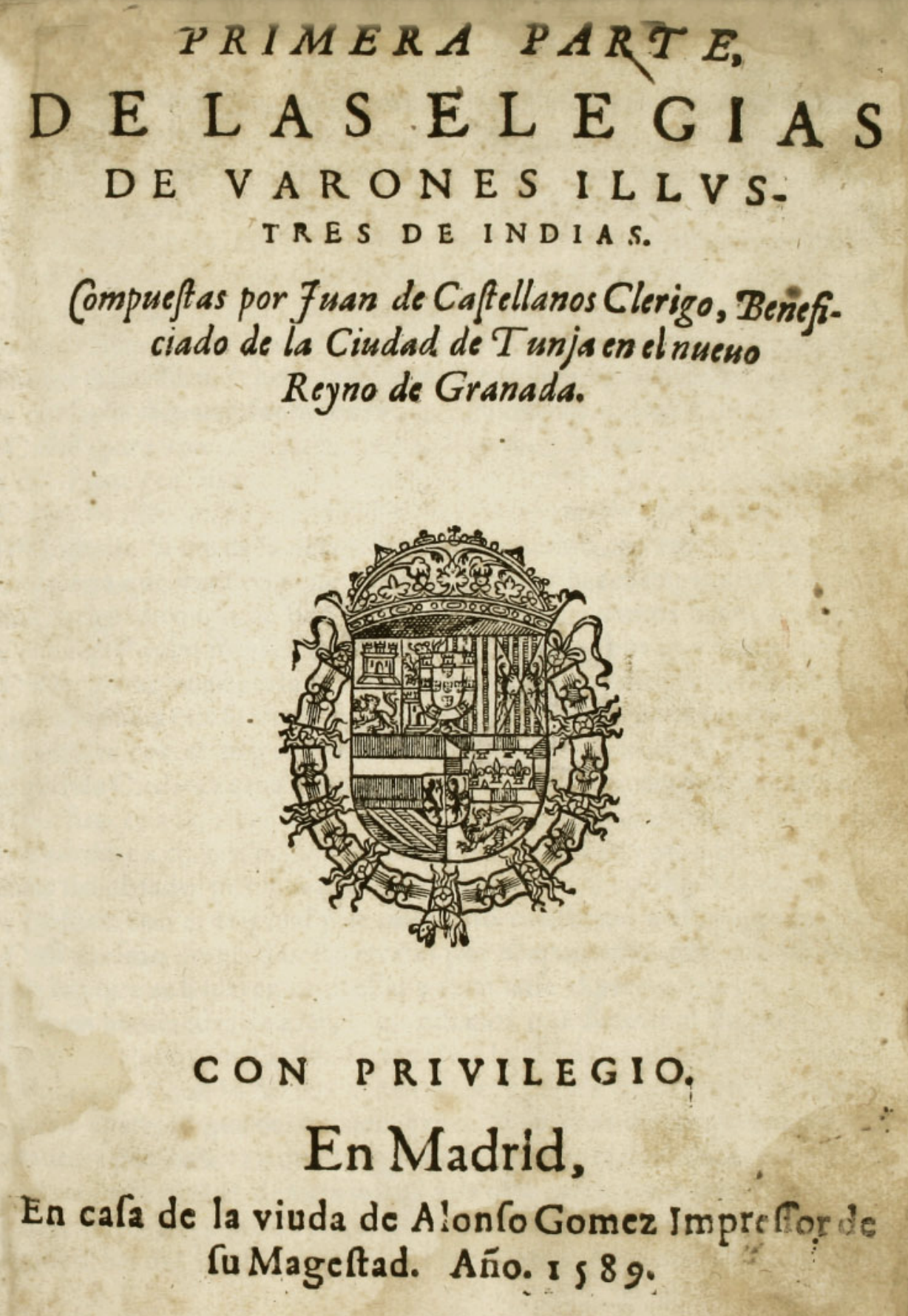
Elegías de varones ilustres de Indias, de Juan de Castellanos.

### Primeras referencias al territorio de Venezuela
La primera referencia europea escrita que se posee con respecto a Venezuela es la relación del tercer viaje de Cristóbal Colón en 1498, durante el cual llegó a Macuro, en la actual Venezuela. En esa época (31 de agosto de 1498) se denomina al país como la «Tierra de gracia». 
Durante los tres siglos coloniales la actividad literaria será constante, pero los textos que se conservan en la actualidad son escasos, debido a la tardía instalación de la imprenta en el país (1808), lo cual impidió a muchos escritores editar sus obras. Sin embargo, varias obras autógrafas se conservan de este período. 

### sigloXVI: Los poetas de Cubagua
Destacan en el siglo XVI los llamados «poetas de Cubagua», quienes no necesariamente habiendo habitado la isla, la tuvieron como tema en su escritura. Entre ellos se encuentra Pedro de la Cadena, quien escribe entre los años 1563 y 1564 su poema Los actos y hazañas valerosas del capitán Diego Hernández de Serpa, dividido en XVII actos, donde describe la historia y costumbres de Cubagua y Nueva Segovia.

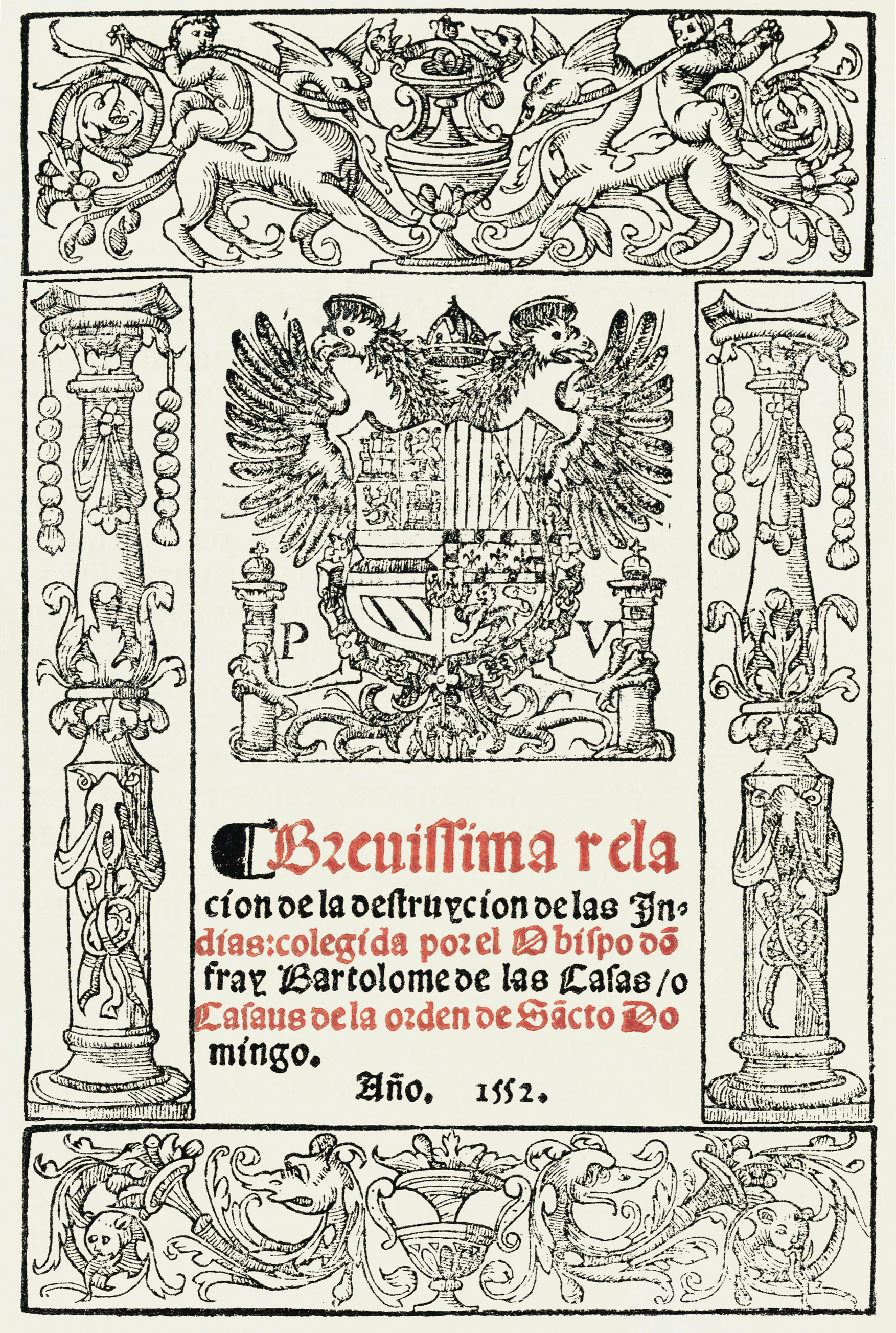
Brevísima relación de la destrucción de las Indias.

Dentro de esta categoría también se encuentran escritores que sí vivieron en Nueva Cádiz, como Jorge de Herrera (de quien se conserva solo un poema), Juan de Castellanos con sus Elegías de 1589,  Lázaro Bejarano, Gonzalo de Zúñiga, Girolamo Benzoni, Bartolomé Fernández de Virués, Fernán Mateos, Diego de Miranda y el Deán Rodríguez de Robledo.

### Otros cronistas delsigloXVI
Otros cronistas de Indias que no estuvieron en territorio venezolano, pero relataron la fundación y destrucción de Nueva Cádiz, el comercio de perlas de Cubagua y Margarita, así como el proceso de conquista y colonización de la Tierra Firme venezolana, fueron  Gonzalo Fernández de Oviedo en Historia general y natural de las Indias, de 1535 y Sumario de la natural historia de las Indias, de 1526, y Francisco López de Gómara con Historia general de las Indias de 1552. 
En 1539, Gonzalo Jiménez de Quesada da cuenta del dominio alemán sobre territorio venezolano en su libro Epítome de la conquista del Nuevo Reino de Granada. Posteriormente, lo haría también Bartolomé de las Casas en su Brevísima relación. 
De finales siglo XVI también es la Recopilación historial de fray Pedro de Aguado, franciscano, iniciada por fray Antonio Medrano, y que luego se editaría en dos tomos distintos: Historia de Venezuela e Historia de Santa Marta y Nueva Granada.

### sigloXVII

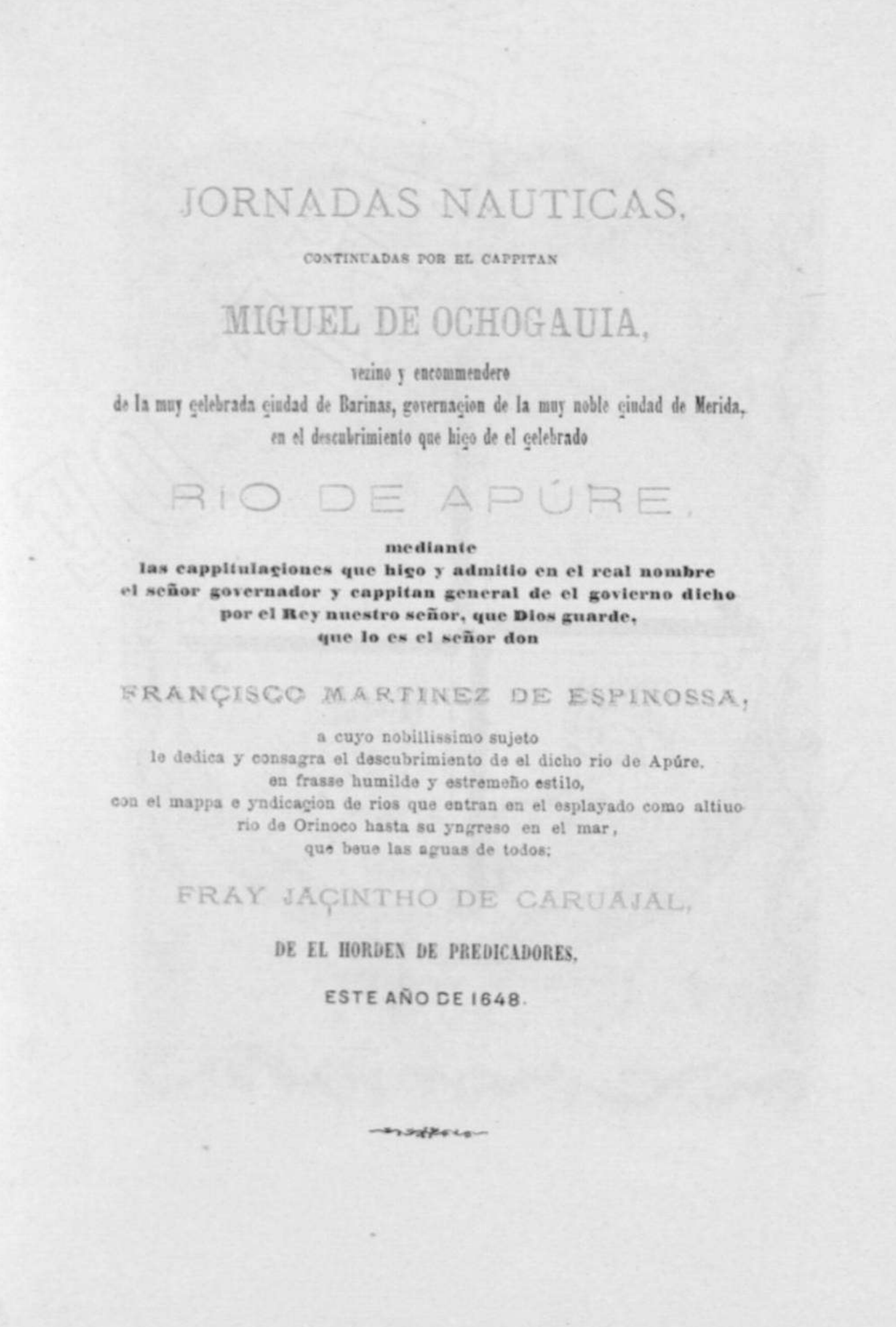
Relación del descubrimiento del río Apure hasta su ingreso en el Orinoco, de fray Jacinto de Carvajal.

En 1626 fray Pedro Simón publica Noticias historiales de las conquistas de Tierra Firme en las Indias Occidentales, sobre la conquista de los territorios actuales de Venezuela (a la que dedica la primera parte) y Colombia (partes segunda y tercera). Se trata de una de las obras que da comienzo al género de las crónicas de Indias.
Alonso Briceño (1587-1668) fue un teólogo y obispo franciscano chileno, seguidor de la escuela de Juan Duns Escoto. Es considerado el primer filósofo nacido en América. Fue nombrado obispo de Caracas en 1659 por el papa Alejandro VII, pero no llegó a tomar posesión de su nueva diócesis permaneciendo en Trujillo hasta su muerte en 1688. 
En 1648 fray Jacinto de Carvajal, dominico, escribe Relación del descubrimiento del río Apure hasta su ingreso en el Orinoco, texto también conocido como Jornadas náuticas. En este libro se registra el primer plagio cometido en Venezuela.Este libro contiene el primer catálogo de pueblos indígenas de Venezuela. Se trata de una larga lista de 105 naciones indígenas hasta ahora desconocidas por los españoles.
De este siglo son también algunos léxicos, diccionarios y gramáticas de lenguas indígenas. Por ejemplo, el fraile Manuel de Yangües ente 1662 y 1663 escribiría una gramática y vocabulario titulada Principios y reglas de la lengua Cumanagota publicada póstumamente por el fraile Matías Ruiz Blanco. Entre 1680 y 1690 Ruiz Blanco  publicaría la obra de Yangües añadiéndole un diccionario y algunas correcciones bajo el título de Arte y Tesoro de la Lengua Cumanagota, además publicaría obras de carácter religioso con el objetivo de convertir a los indígenas.El fraile español Francisco de Tauste público en 1680 su obra Arte, y bocabulario de la lengua de los indios chaymas, cumanogotos, cores, parias y otros diversos de la provincia de Cumaná, o Nueva Andalucía, que contenía una gramática, un diccionario y textos religiosos.
Otros ejemplos de este siglo son fray Cristóbal de la Concepción, fray Juan Moro y fray Diego de los Ríos.

A fines del siglo XVII existió en Caracas una élite intelectual conformada por el Obispo Antonio González de Acuña, Juan de Arechederra, Nicolás Herrera y Ascanio, José Mijares de Solórzano, Antonio Tovar y Bañes, José Martínez Porras, José de Oviedo y Baños.

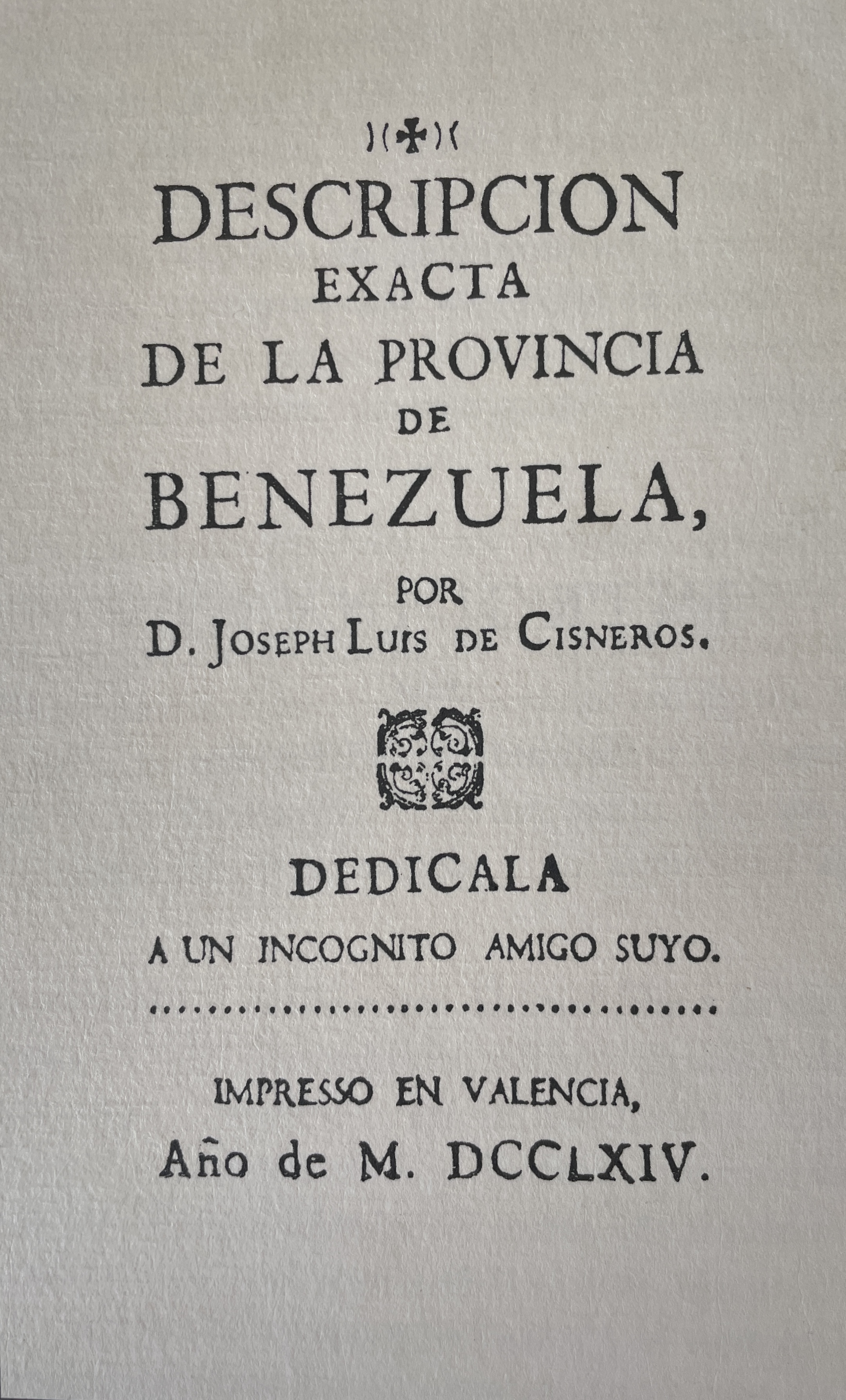
Descripción exacta de la provincia de Venezuela, de Joseph Luis Cisneros.

### sigloXVIII

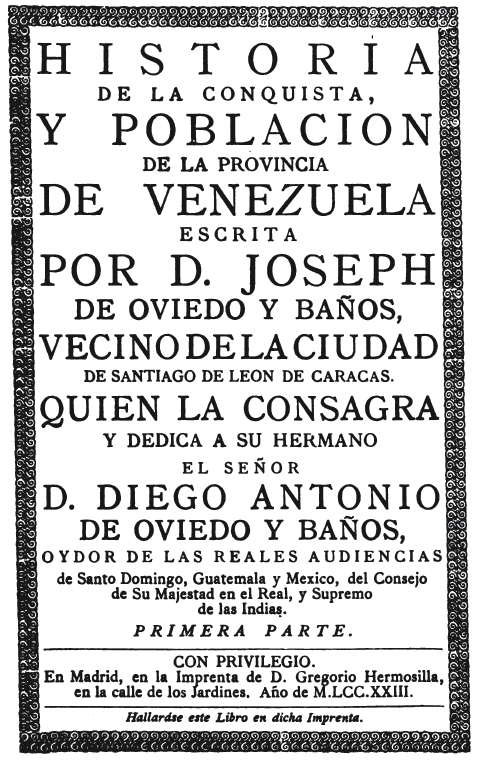
Historia de la Conquista de Venezuela por José de Oviedo y Baños es una de las obras de referencia más importantes sobre la conquista de Venezuela, pese a sus lagunas y a haber sido escrita a más de un siglo de los hechos narrados.

En 1707, se publica en la Imprenta de México Lágrimas amorosas, un panegírico escrito por Nicolás Herrera y Ascanio, cura de la Catedral de Caracas, dedicado al Obispo de Caracas, Diego de Baños Sotomayor, quien fuera tío de José de Oviedo y Baños, cronista de Indias.
Es este mismo Oviedo y Baños quien en 1723 publica la Historia de la conquista y población de la Provincia de Venezuela.
En 1732, en Madrid, el sacerdote venezolano José Mijares de Solórzano publica en tres volúmenes sus Sermones magistrales.
En 1745, Joseph Gumilla publica El Orinoco ilustrado y defendido. Posteriormente, en 1791, publica su Historia natural, civil y geográfica de las naciones situadas en las riveras del río Orinoco, un aporte importante en la historiografía de los pueblos indígenas de Venezuela.
De 1764 es Descripción exacta de la provincia de Venezuela, libro escrito por Joseph Luis de Cisneros, por iniciativa de la Compañía Guipuzcoana. Durante mucho tiempo, gracias a las tesis de Charles Leclerc y Toribio Medina, se pensaba que el libro había sido impreso en la Valencia venezolana, como lo indica el mismo manuscrito. Sin embargo, se sabe gracias a las investigaciones de Pedro Grases que fue impresa en San Sebastián, y que la mención de Nueva Valencia tuvo como finalidad dar una impresión de neutralidad frente a la Compañía Guipuzcoana, la cual enfrentaba críticas por su posición monopolista en el comercio entre la provincia y la metrópolis.
De las últimas décadas del XIX procede el Diario (1771-1792) de Francisco de Miranda, la mayor obra en prosa del periodo colonial. Además de sus diarios, Miranda es autor de numerosos textos en los que relata su participación en la Revolución Francesa, así como las negociaciones con los gobiernos de Inglaterra, Francia y Estados Unidos de América con la finalidad de buscar apoyo para la Independencia de Hispanoamérica. Todos estos textos se encuentran protegidos por el Programa Memoria del Mundo de la UNESCO.
En 1799, el cordobés Antonio Caulín Aguazil publica la Historia corográfica, que trata sobre las provincias de Cumaná, Guayana y vertientes del río Orinoco.

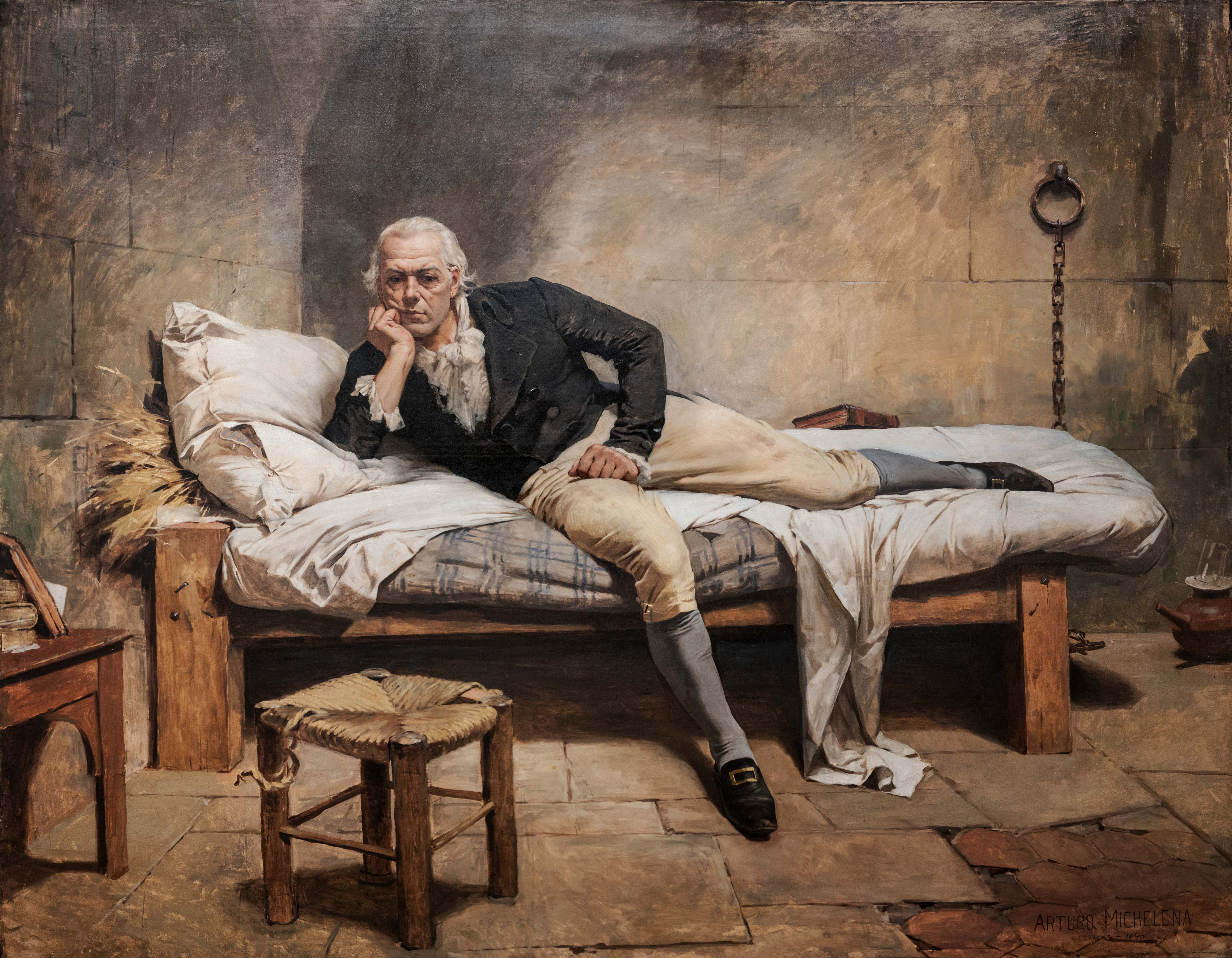
Francisco de Miranda, según Arturo Michelena. Los manuscritos de Miranda se encuentran compilados en la colección Colombeia, protegida por el Programa Memoria del Mundo de la UNESCO.

También de fines del mismo siglo es la obra poética de la primera mujer escritora del país de la que se tiene noticia: sor María de los Ángeles (1765-¿1818?), monja carmelita, toda ella cruzada por un intenso sentimiento místico inspirado en Santa Teresa de Jesús.Según Julio Calcaño, la mayor parte de su obra poética se extravió durante la Guerra de Independencia.Dos textos han logrado sobrevivir: Anhelo y Terremoto. Julio Calcaño recoge el primero en el Parnaso Venezolano, publicado en 1892, mientras que el segundo fue incluido en Orígenes de la poesía colonial venezolana, de Mauro Páez Pumar.
Pese a que se puede nombrar a varios escritores de este periodo, los rasgos más notables de la cultura colonial hay que buscarlos más que en la literatura en las humanidades, en especial en el campo de la filosofía y de la oratoria sagrada y profana, en las intervenciones académicas y en el intento llevado a cabo por fray Juan Antonio Navarrete (1749-1814), franciscano, en su Arca de letras y Teatro universal.
Navarrete fue un escritor sumamente prolífico. De su autoría se han conservado, sin embargo solo tres obras, la Novena de Santa Efigenia,  el Cursus Philosophicus Iuxtamiram y el Arca de letras y Teatro universal.Su Arca de letras y Teatro universal fue escrita entre finales del siglo XVIII y principios del XIX. La Biblioteca Nacional de Venezuela data el manuscrito de 1783, sin embargo, por las menciones al proceso de independencia de Venezuela, sabemos estuvo escribiendo el manuscrito hasta al menos 1813.Se trata de una obra monumental, con una estructura sumamente compleja, con múltiples anotaciones y referencias a otras obras de su autoría. La misma es de alguna forma una enciclopedia o diccionario que compila mucho del saber existente por esa época. En esta obra Navarrete conjuga con gran habilidad erudición y lexicografía. Su técnica lexicográfica, se expresa en las numerosas anotaciones donde brinda ayuda para poder interpretar la obra, producto de una profunda investigación y meditación.En una época en que la Inquisición ejercía su poder, Navarrete hace notar que "yo no escribo sino para mi utilidad"  y "yo no escribo para otros, si no apuntes para mi", de forma de asentar lo inocuo de su tarea. Navarrete se manifiesta partidario de la independencia, y de una universidad abierta al saber.

### sigloXIX: la imprenta y literatura republicana

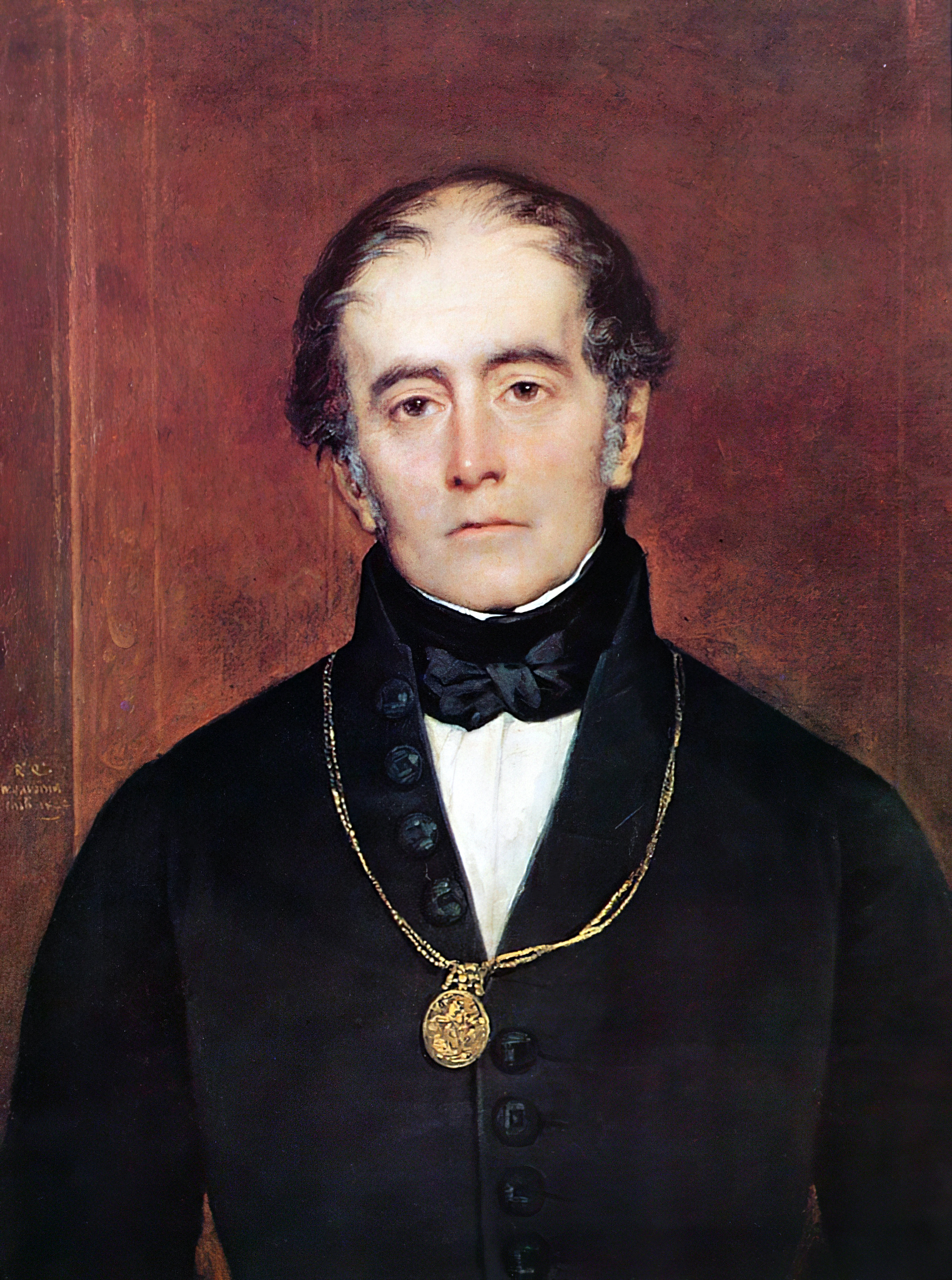
Andrés Bello, autor de Gramática de la lengua castellana destinada al uso de los americanos.

La imprenta llega a Caracas en 1808, en vísperas de la independencia. Sin embargo, es importante notar que la imprenta ya existía en Tobago desde 1780 y en Trinidad desde 1789, ambos territorios pertenecientes a la Capitanía General de Venezuela hasta la firma del Tratado de Amiens en 1802, aunque bajo asedio francés e inglés. De hecho, el profesor Ildefonso Leal, puntualiza que el año de 1789 sería fundamental, gracias a la publicación del periódico El Correo de la Trinidad Española. Estas dos imprentas (la de Tobago y la de Trinidad), serían fundamentales puesto que producirían buena parte de la propaganda independentista liderada por Francisco de Miranda,a tal punto que "en los archivos Nacionales de Trinidad se evidencia que esta propaganda llegó al conocimiento de la Corte de España y el 7 de junio de 1793 ordenó al Capitán General de Venezuela que recogiera todos los libros y  papeles perjudiciales a la pureza de la religión, quietud pública y debida subordinación de las colonias, que se introdujeron al país."
También cabe señalar como año precursor el de 1806, pues como señala Pedro Grases, Miranda a bordo del Leandro, traía consigo la que hubiese podido ser la primera imprenta nacional, y aunque probablemente no llegó a tocar tierra, sí llegó a imprimir por lo menos cinco proclamas: "Una, fechada en Jacmel; una, a bordo; dos, fechadas en Coro, y una, en Aruba. Se sabe que llegaron a manos de venezolanos y aun se conoce que fueron quemadas en un terrible auto de fe, pero la imprenta no llegó a destino, como no vio realizados en 1806 sus anhelos de libertad el Precursor de la Independencia. Además de estas proclamas, se sabe que imprimió esqueletos de los despachos o nombramientos que se proponía hacer Miranda, si la fortuna le hubiese sonreído." En vísperas de la independencia, surgen importantes periódicos, entre los que destaca la Gazeta de Caracas (1808), a través de los cuales se difunden las ideas libertarias. Sin embargo, antes de la aparición de los primeros periódicos, estas ideas eran principalmente difundidas a través de la oratoria, pues las imprentas españolas difícilmente acceden a la publicación de ideas que atenten en contra de su hegemonía. Miguel José Sanz junto con José Domingo Díaz, escriben varios ensayos políticos entre noviembre de 1810 y julio de 1811 en el periódico Semanario de Caracas primera publicación no oficial de Venezuela luego de la conformación de la Junta Suprema  Conservadora de los Derechos de Fernando VII. 
Ahora bien, en cuanto a libros publicados en el territorio actual de Venezuela, se acepta que el primero fue el Calendario Manual y Guía Universal de Forasteros para 1810, de la imprenta de Mateo Gallagher y Lamb, publicado en el año 1810. Esta obra se atribuye a Andrés Bello. Domingo Navas Spínola adquiere en 1823 la imprenta de Juan Gutiérrez Díaz. Al igual que Andrés Bello y otros intelectuales de la época, la participación de Navas Spínola en la creación de las nuevas repúblicas se consagró a los aspectos ideológicos y a la organización política detacando la reimpresión, de la Historia de la Conquista y Población de la Provincia de Venezuela escrita por José de Oviedo, que según Pedro Grases “es el impreso más importante en Venezuela hasta 1830”.
La literatura de inicios del XIX no es muy abundante, los intelectuales y políticos estaban ocupados en las guerras libertarias. Sin embargo, surge la oratoria como forma alternativa para propagar las ideas independentistas y cuya belleza retórica y estilística hace que se le ubique dentro del espectro literario. En este período sobresale también la producción poética de Andrés Bello, primer poeta en proponer la creación de una expresión lírica americana.

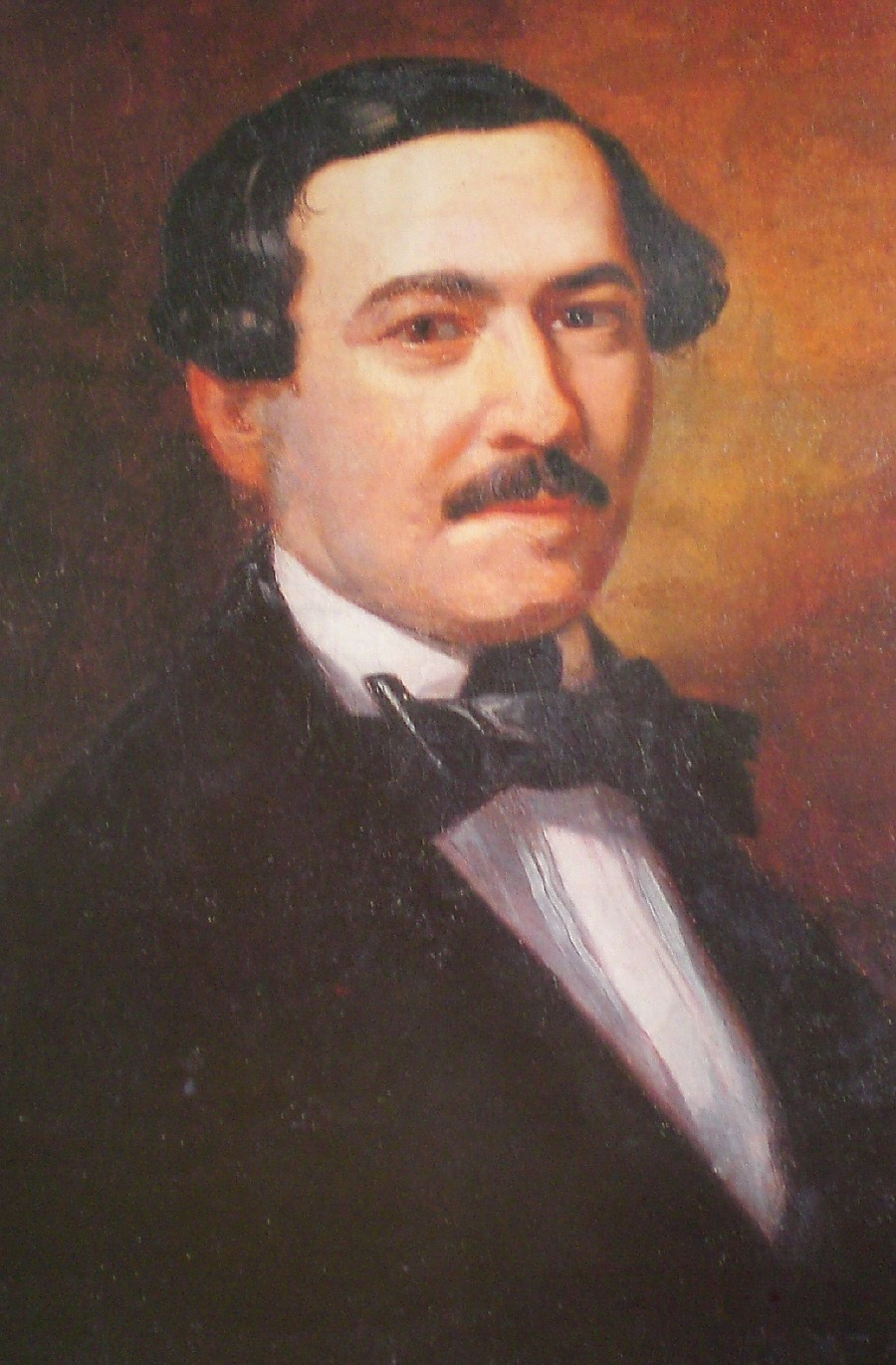
Rafael María Baralt, primer hispanoamericano en la Real Academia Española.

Su poesía es considerada como precursora de la temática latinoamericana en la lírica continental, tal como se puede observar en Alocución a la poesía (1823) y en Silva a la agricultura de la Zona Tórrida (1826). 

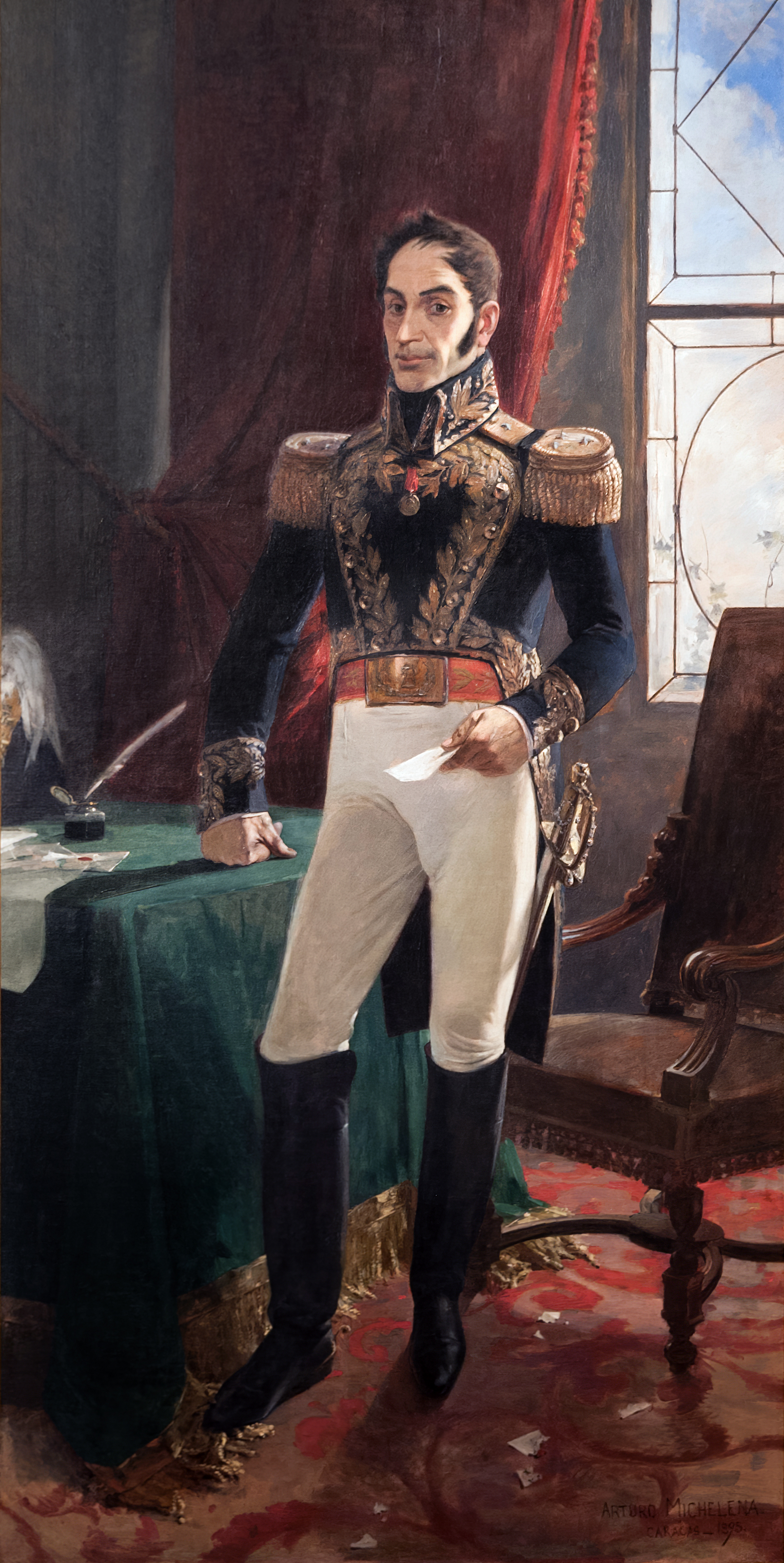
Simón Bolívar.

Sin embargo, entre los avatares de la revolución fue que el germen de una identidad propia ensayó sus fueros humanísticos. La copiosa correspondencia de Simón Bolívar, así como los documentos oficiales de sus atribuciones republicanas, dilucidan no solo el mosaico colosal de su genio político, sino también la prolijidad de una pluma tan exquisita como intensa. De gran belleza y profunda preocupación filosófica es Mi delirio sobre el Chimborazo; una especie singular que le distingue de las contradicciones de su tiempo, y en la que por etérea proporción discurre desde la clarividencia de un tribuno hasta la humildad de un profeta señalado para un mundo naciente y por lo mismo promisorio. Los papeles de Bolívar forman también parte del Programa Memoria del Mundo de la UNESCO.
Es también en Simón Rodríguez, filósofo y pedagogo caraqueño, cuando genuinamente se ensayan fórmulas americanas muy bien meditadas para las incipientes repúblicas; su obra, aunque dispersa por los giros de su singular vida, compila no solo su preocupación sociológica, sino también la urgencia de un código intelectual. Por auspicio de su célebre pupilo (Simón Bolívar) alcanza parcialmente a aplicar algunas de sus ideas, muchas de las cuales fueron difundidas después y ampliadas en un castellano auténtico y a veces irónico como Voltaire. Además de sus peculiares publicaciones y de su correspondencia, es célebre su defensa que hace de la gesta bolivariana, construida con un rigor lógico.
En 1842 Rafael Maria Baralt publica en Madrid Adiós a la Patria, oda considerada de una impresionante riqueza poética. Baralt ocupó importantes cargos en el Reino de España, como director de la Gaceta de la Corona y administrador de la Imprenta Nacional. En 1853 es e primer hiberoamericano en ser elegido académico de número de la Real Academia Española. Su discurso de ingreso Juicio crítico al marqués de Valdegamas trató sobre la figura de Juan Donoso Cortés.
A mediados del siglo XIX se publican las Memorias de José Antonio Páez, y de Daniel Florencio O'Leary.

### La actualidad
No es sino a partir del siglo XIX, gracias al establecimiento de las revistas, los periódicos y la expansión de la imprenta que puede empezarse a hablar de una división clara entre los géneros que se consolidarían durante el siglo XX y el siglo XXI: la novela, el cuento, el ensayo, la poesía, etc. 
También surgen movimientos como el romanticismo, el modernismo, el criollismo, el cosmopolitismo. Se fundan instituciones como la Biblioteca Nacional de Venezuela o la Academia Venezolana de la Lengua.
A partir del siglo XX surgirán los primeros clásicos venezolanos: Teresa de la Parra, Rómulo Gallegos, Arturo Uslar Pietri, José Antonio Ramos Sucre, Miguel Otero Silva. También surgirán las primeras vanguardias y luego los grupos literarios como Sardio, El Techo de la Ballena, Viernes, Tabla Redonda o Tráfico. Se establecerán también empresas editoriales, como Monte Ávila Editores o la Biblioteca Ayacucho.

## La novela

### Las primeras novelas

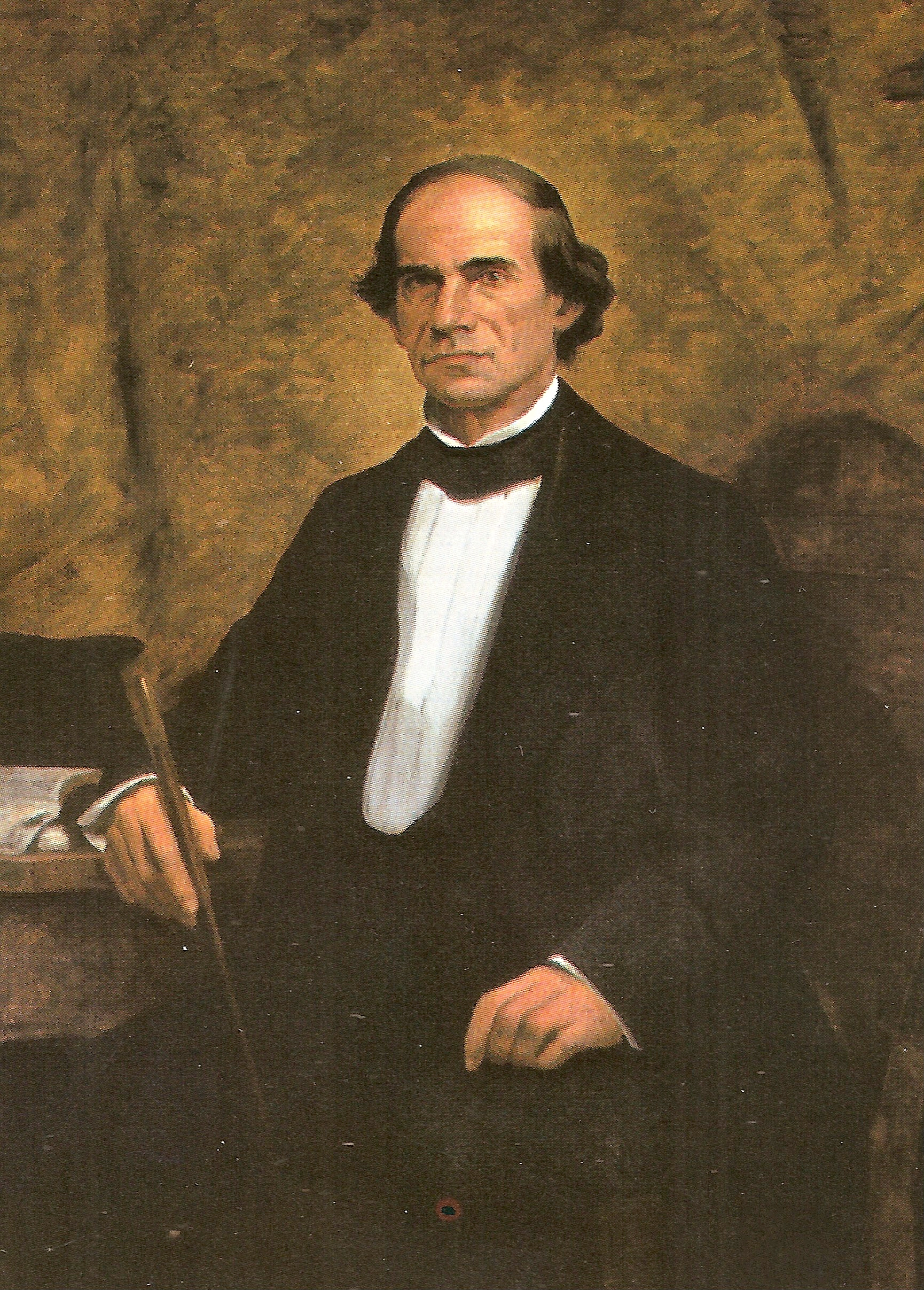
Fermín Toro publicó en 1842 Los mártires, considerada la primera novela venezolana

Muchos autores coinciden al afirmar que la novela venezolana surge a mediados del siglo XIX, tras la publicación por entregas en  El Liceo Venezolano de Los mártires, de Fermín Toro en 1842. Las primeras novelas venezolanas siguen los postulados de las corrientes literarias que para la época prevalecían en el ámbito mundial. A excepción de las inscritas en el marco del modernismo, movimiento literario de origen latinoamericano.
En el tardío romanticismo venezolano, tuvieron gran aceptación las novelas de carácter histórico que se adaptaban al espíritu romántico, como Blanca de Torrestella (1868), de Julio Calcaño. En 1875 se publica la novela Una Noche en Ferrara donde Eduardo  Blanco abunda en lo exótico y lo fantástico. Bajo las influencias románticas se escribieron muchas novelas de tono sentimental, así como también novelas de denuncia: Zárate (1882) de Eduardo Blanco y Peonía (1890) de Manuel Vicente Romero García. En la mayoría de los casos, las primeras novelas venezolanas funcionan como tribunas para denunciar las injusticias sociales, o como instrumentos pedagógicos o de construcción de la identidad nacional. 
En 1884, Tomás Michelena publica Débora, una novela protofeminista que tendrá como temas la sexualidad femenina, la educación de la mujer y el adulterio, que aboga sutilmente por la legalización del divorcio. Se trató de una obra controversial al narrar "una de las escenas de adulterio más escandalosas e inimaginables de todo el siglo XIX latinoamericano", así como por su alta carga homoerótica.
A finales del siglo XIX, la caraqueña Lina López de Aramburu escribe con el seudónimo Zulima tres novelas: El medallón (1885), Un crimen misterioso (1889) y Blanca; o consecuencias de la vanidad (1896). Otras autoras también publicaron en esta época: María Navarrete publica en Maracaibo ¿Castigo o redención? (1894); Ignacia Pachano de Fombona (seudónimo: Blanca) y Margarita Agostini de Pimentel (seudónimo: Margot) publican Para el cielo en 1893 y En la playa, de 1894; y Concepción Acevedo de Tailhardat María en 1897.
La obra de Zulima será particularmente importante puesto que construirá una nueva subjetividad femenina que destruye la noción de mujer como "ángel del hogar". Zulima transforma el amor romántico en uno en el que el hombre es un ser menos racional y la mujer deseante deja de ser el origen del mal.
También se conoce el caso de Elisa González de Alegría, posiblemente la primera novelista venezolana, autora de dos novelas publicadas en 1883: Alicia o la amiga de los pobres, y El ángel del hogar o la Condesa de Souring. La continuación de esta última obra cuyo título era El amor y el deber, no se ha podido determinar si fue o no publicada. De acuerdo con Diego Rojas Ajmad en Primer libro venezolano de literatura, ciencias y bellas artes, de 1895, que sirve como antología de la cultura venezolana de ese entonces, se hace mención de la autora con la siguiente frase: «Elisa González de Alegría, novelista». Nada más".
La novela Peonia de Manuel Vicente Romero García, publicada en 1890, originó interesantes polémicas sobre la literatura venezolana. Algunos la consideraron como la primera novela "nacional", por los ambientes recreados, los personajes, el habla popular y las descripciones de realismo criollista, tendencia que se conocería como "criollismo". Esta novela es una especie de réplica de María, de Jorge Isaacs, con escenas parecidas tratadas de manera diferente, donde se narra la historia de un idilio amoroso: entre una doncella campesina y su primo, un joven ingeniero. El destacado médico Anibal Dominici publicó en El Cojo Ilustrado las novelas  Juliana la lavandera y La viuda del pescador en 1893. Un año después de Azul de Rubén Darío el modernismo "llega" a Venezuela, el primero de mayo de 1894 se edita el número uno de la revista Cosmopolis fundada por Pedro César Dominici, Luis Manuel Urbaneja Achelpohl y Pedro Emilio Coll.
Notable fue también la conformacion de la llamada Generación del 98 integrada entre otros por Manuel Díaz Rodríguez, Luis Manuel Urbaneja Achelpohl, Rafael Arévalo González, Andres Mata,  Santiago Key Ayala, Pedro Emilio Coll, César Zumeta, Rafael Silva y Rufino Blanco Fombona.

### La novela venezolana a principios delsigloXX

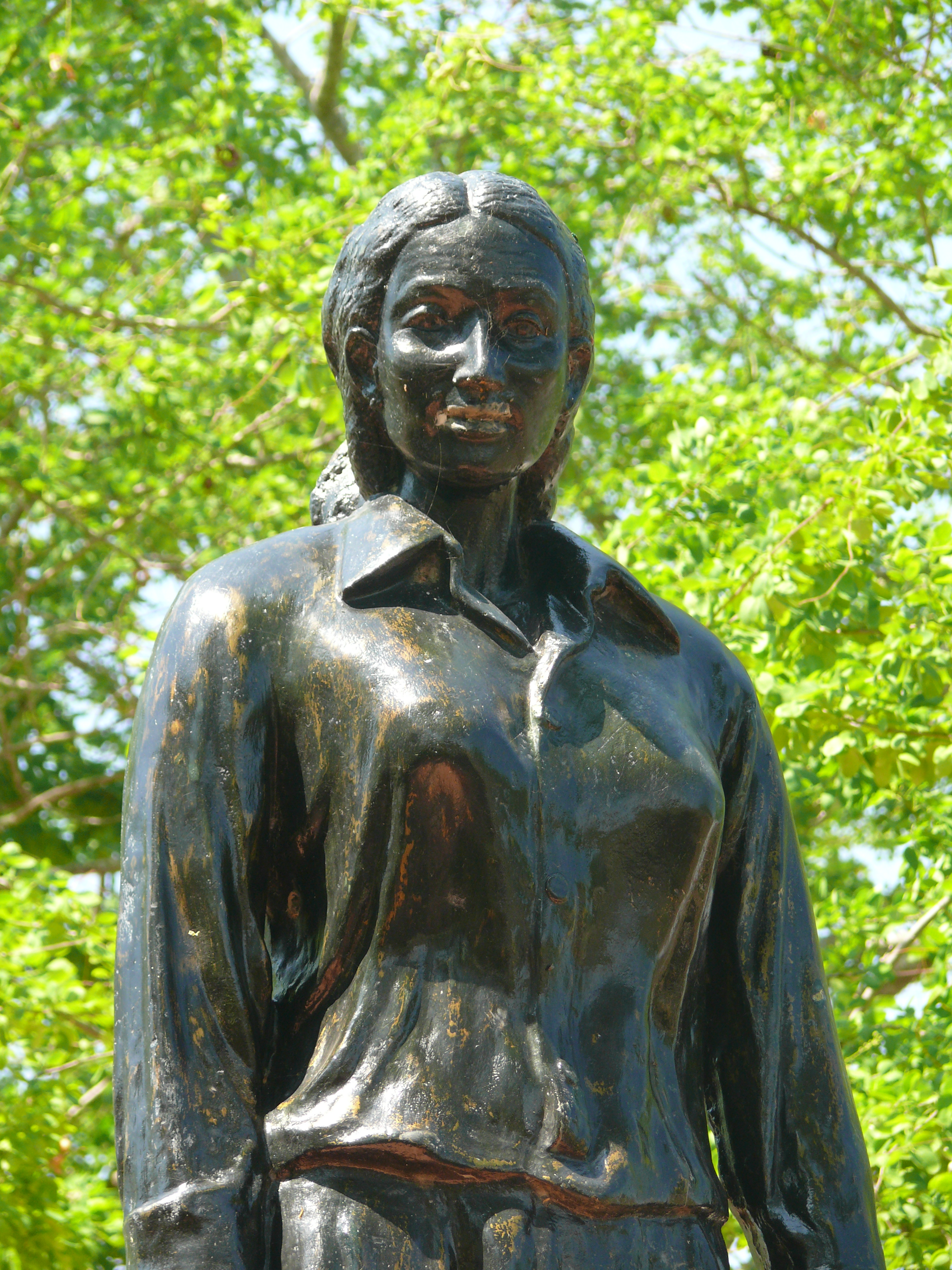
Monumento a Doña Bárbara, personaje principal de la novela homónima del escritor y político Rómulo Gallegos, considerado el más universal de los narradores venezolanos.

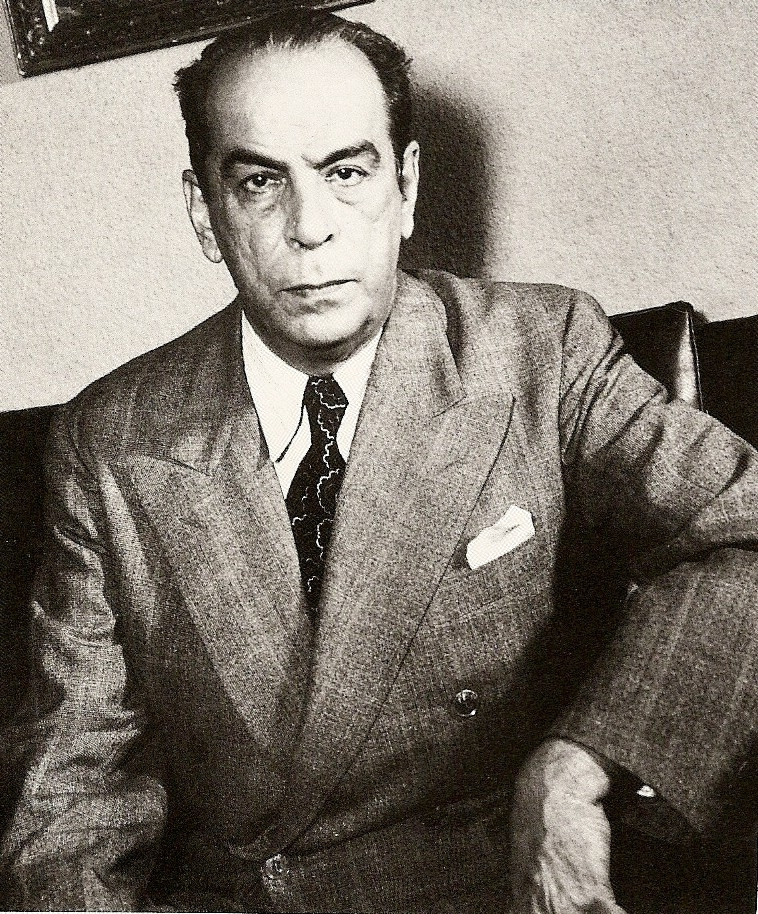
Rómulo Gallegos.

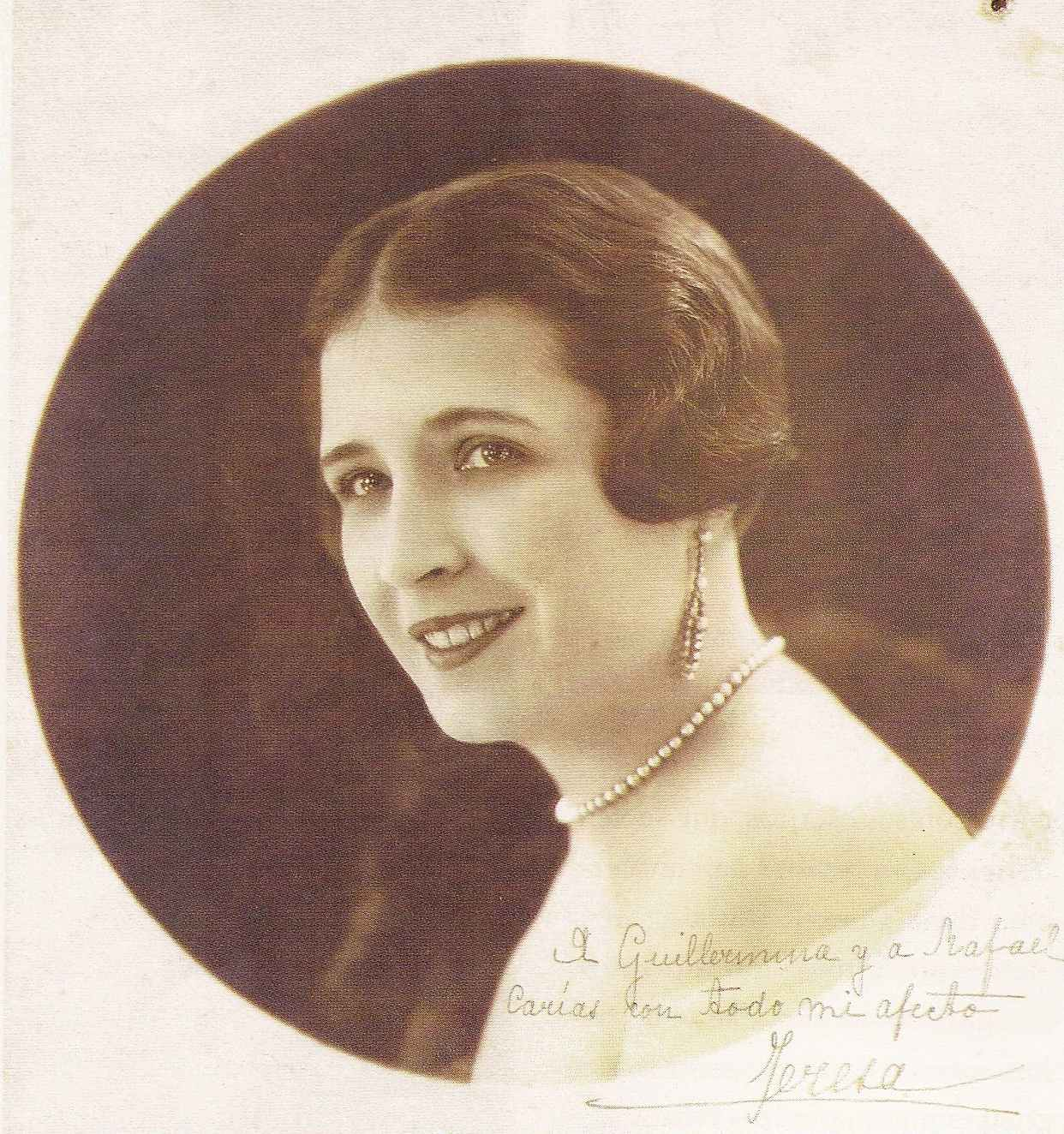
Teresa de la Parra.

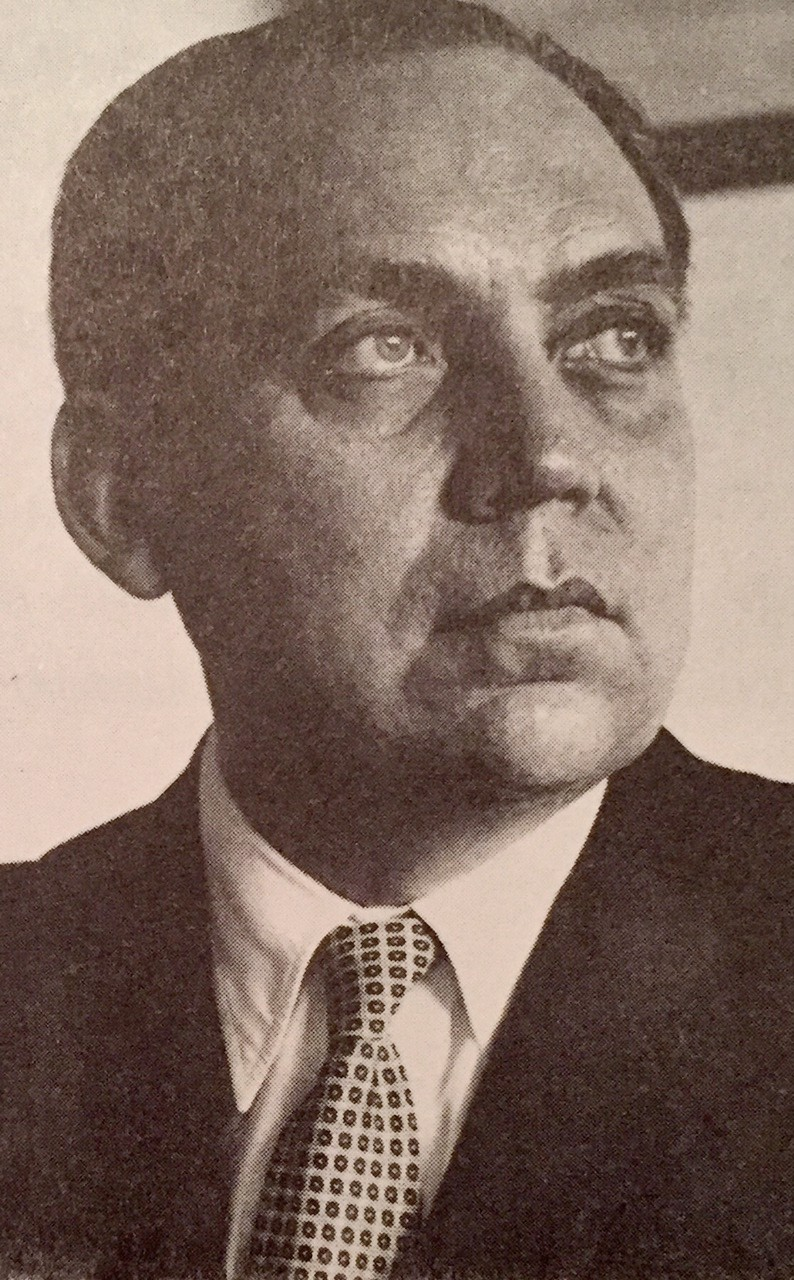
Arturo Uslar Pietri, ganador del Premio Príncipe de Asturias, y delPremio Rómulo Gallegos.

A partir de los inicios del siglo XX, estas preocupaciones se irán relajando: el valor literario y estético cobrará mayor importancia, sobre todo tras el surgimiento del modernismo, en el que prevalecía el cuidadoso lenguaje y el adorno retórico. Son piezas claves para comprender la producción de este período las novelas de Manuel Díaz Rodríguez quien publica en 1901 su primera novela: Ídolos rotos, sátira política y social de la sociedad de la época, evidenciando una problemática lucha entre lo nacional y lo mundial. A través de esta novela y del resto de su producción, Sangre patricia (1902) y Peregrina (1922), percibimos una fina sensibilidad que idealiza la naturaleza venezolana, cruzada por tipos y costumbres; sensibilidad plasmada en las páginas a través de un lenguaje cuidado y extremadamente culto.
El Cabito (1909) fue el título de una célebre novela de Pedro María Morantes «Pío Gil», que satirizó duramente al régimen de la Restauración Liberal presidido por el general Cipriano Castro. 
El año de 1910 se toma como punto de partida de nuevas experiencias estéticas que reaccionan en contra del modernismo e intentan escribir acerca de la vida común. De manera que se perfila una nueva expresión literaria de carácter realista, en la que reaparecen viejas esencias del costumbrismo. Luis Manuel Urbaneja Achelpohl fue codirector entre 1910 y 1911, junto a Alejandro Fernández García, de la revistaAlma Venezolana. En 1916, obtuvo en Buenos Aires el primer premio en el Concurso de Novelas Americanas, gracias a En este país... la más representativa de sus obras. En este momento de la trayectoria de la novela venezolana son relevantes los nombres de José Rafael Pocaterra, Teresa de la Parra y Rómulo Gallegos, entre otros. Política feminista, es la primera novela publicada por Pocaterra, cuya obra ha sido enmarcada dentro del realismo. En La casa de los Abila (1946) este autor logra reflejar con extrema agudeza la decadencia y descomposición social y política de la realidad que lo circunda.
Un punto de referencia dentro de la novelística nacional lo constituye Rómulo Gallegos, quien publicó diez novelas ambientadas en distintos espacios de la geografía venezolana, conectadas con las concepciones positivistas y de un profundo realismo social. Reinaldo Solar (1920), fue su primera novela, a la que siguieron La trepadora (1925), Doña Bárbara (1929), Cantaclaro (1934), Canaima (1935), Pobre negro (1937), El forastero (1942), Sobre la misma tierra (1943), La brizna de paja en el viento (1952) y Tierra bajo los pies (1971). 
Características comunes de estas obras serían su alto sentido pedagógico, la lucha entre civilización y barbarie como temática recurrente, además de la interpretación de aspectos controversiales de la sociedad. Algunos autores afirman que Gallegos, quien llegó a ser Presidente de la República, trazó su ideología política a través de la escritura de sus novelas. Ifigenia publicada en París en 1924, fue la primera novela de Ana Teresa Parra Sanojo, conocida por su seudónimo Teresa de la Parra. Esta novela, que relata las preocupaciones de una mujer moderna, ganó en París el «Concurso de novelistas americanos» el mismo año de su publicación. Memorias de Mamá Blanca, publicada también en París en 1929, representa el criollismo universalizado. Este mismo año Simon Barcelo publicó en España la más lograda de sus obras La tentación de Ramón Berenguer, una novela histórica ambientada en la época de El Cid.
La novelas de Ramón Díaz Sánchez se destacan por ser obras de corte social tales como Mene (1936), Cumboto (1947), Casandra (1957) y Borburata (1960) que reflejan la crisis de transformación y crecimiento en la primera mitad del siglo XX en Venezuela

### Los nuevos clásicos venezolanos

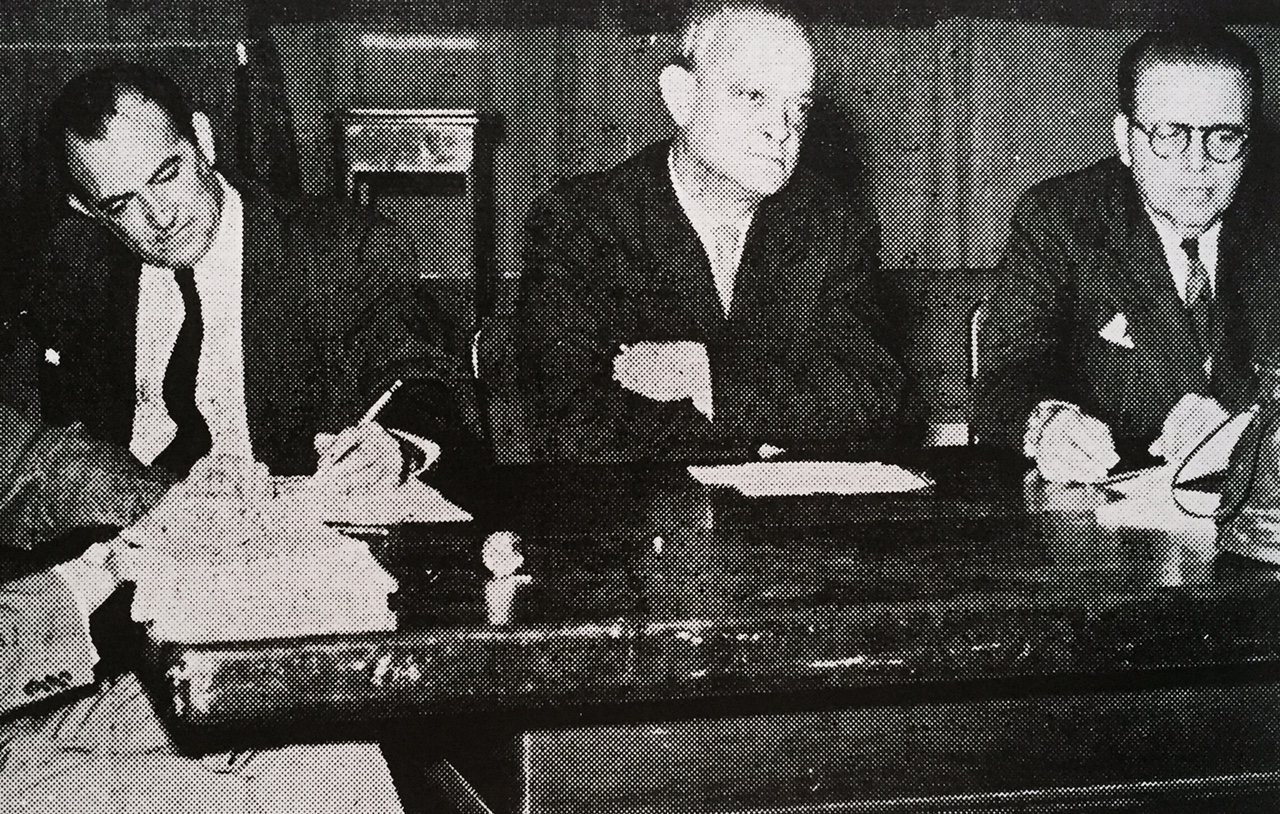
Los escritores Miguel Otero Silva, Ramón Díaz Sánchez y Mariano Picón Salas.

Con una abundante producción literaria, no solo dentro del plano de la novela sino también en otras categorías genéricas, destaca la labor de Arturo Uslar Pietri y Miguel Otero Silva. Estos autores se consideran como pertenecientes al canon literario venezolano y se constituyen en autores clásicos del siglo XX. Arturo Uslar Pietri, quien ganó el Premio Príncipe de Asturias en España (1990) y el Premio Rómulo Gallegos (1991) en Venezuela con su novela La visita en el tiempo, se ha constituido en un punto de referencia dentro de la producción novelística nacional. Es uno de los autores de mayor difusión dentro y fuera del país e incursionó en diversos géneros, siempre de manera destacada.
Sus novelas se caracterizan por una estructura anecdótica de marcada influencia vanguardista y por una recurrente temática histórica, que algunos estudiosos de su obra han visto como señal de una búsqueda de las raíces de la venezolanidad, desde una perspectiva universal, no obstante, enfocada también hacia la búsqueda de lectores ajenos a la idiosincrasia nacional. Debido a su abundante producción de alta calidad literaria, Uslar es un autor indispensable para el estudio de las letras venezolanas. De igual manera ocurre con Miguel Otero Silva, quien tras una ardua labor periodística en Venezuela, se dedica a la creación literaria. Fundador del diario El Nacional, este importante novelista se vale de una visión aguda y crítica para abordar la realidad del país a través de sus obras. Tal como sucede en Casas Muertas (1955) o en Cuando quiero llorar no lloro (1970).

### Precursores de la novela contemporánea

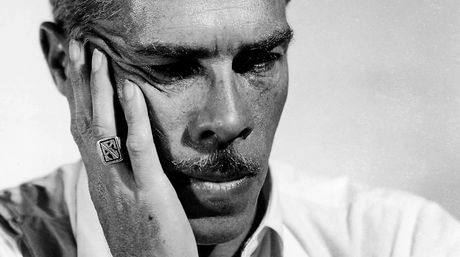
Antonio Arráiz.

Enrique Bernardo Núñez y Guillermo Meneses proponen otras maneras de abordar la novela al elaborarlas desde perspectivas novedosas en las que la realidad se ve asediada por la interioridad de los personajes y por elementos imaginativos y fantásticos. Aunque diferentes entre sí, la obra de estos autores constituye un precedente importante en la evolución de la novela contemporánea. Otra manera de abordar la realidad, en la que se observa una mayor riqueza imaginativa, se hace patente en las novelas de Bernardo Núñez, quien a pesar de centrar su atención en lo histórico, problematiza las nociones de verdad y ficción al hacer «historias noveladas». Su primera novela Sol interior (1918) aborda esta temática, pero es en Cubagua (1932), considerada su obra capital, en la que logra superar a todas sus novelas anteriores.
Enrique Bernardo Núñez y Guillermo Meneses han sido considerados como unos de los precedente fundamentales de la novela venezolana contemporánea. En la obra de Guillermo Meneses se tejen temáticas complejas con estructuras discursivas finamente elaboradas. Siendo la cúspide de su producción novelesca El falso cuaderno de Narciso Espejo (1952), novela profunda de grandes ambiciones, en la que se observa el cruce de simbologías y la representación de las zonas interiores de los personajes.
La misa de Arlequín (1962), la última novela de Meneses ha sido considerada como una continuación de la temática y los logros discursivos alcanzados por su novela anterior. Otros autores a tener en cuenta serían Antonia Palacios, Pedro Berroeta, Mario Briceño Iragorry, con su única novela Los Ribera (1957), Elisa Lerner, Gloria Stolk, Antonio Arraíz, Lucila Palacios o Ramón Díaz Sánchez, este último con Mene (1936), novela referida a la explotación petrolera en Venezuela, tema que sería tratado por primera vez en la novelística venezolana por Miguel Toro Ramírez con Señor Rasvel (1934).
 Guachimanes (1954) de Gabriel Bracho Montiel y Oficina No. 1 (1961) de Miguel Otero Silva replantean las periodizaciones convencionales del siglo XX venezolano y desafían muchos de los mitos que sostienen la idea de una Venezuela moderna, en particular la de una nación que suprime repetidamente su pasado a través de su vasta riqueza petrolera.

### De la violencia a la interioridad

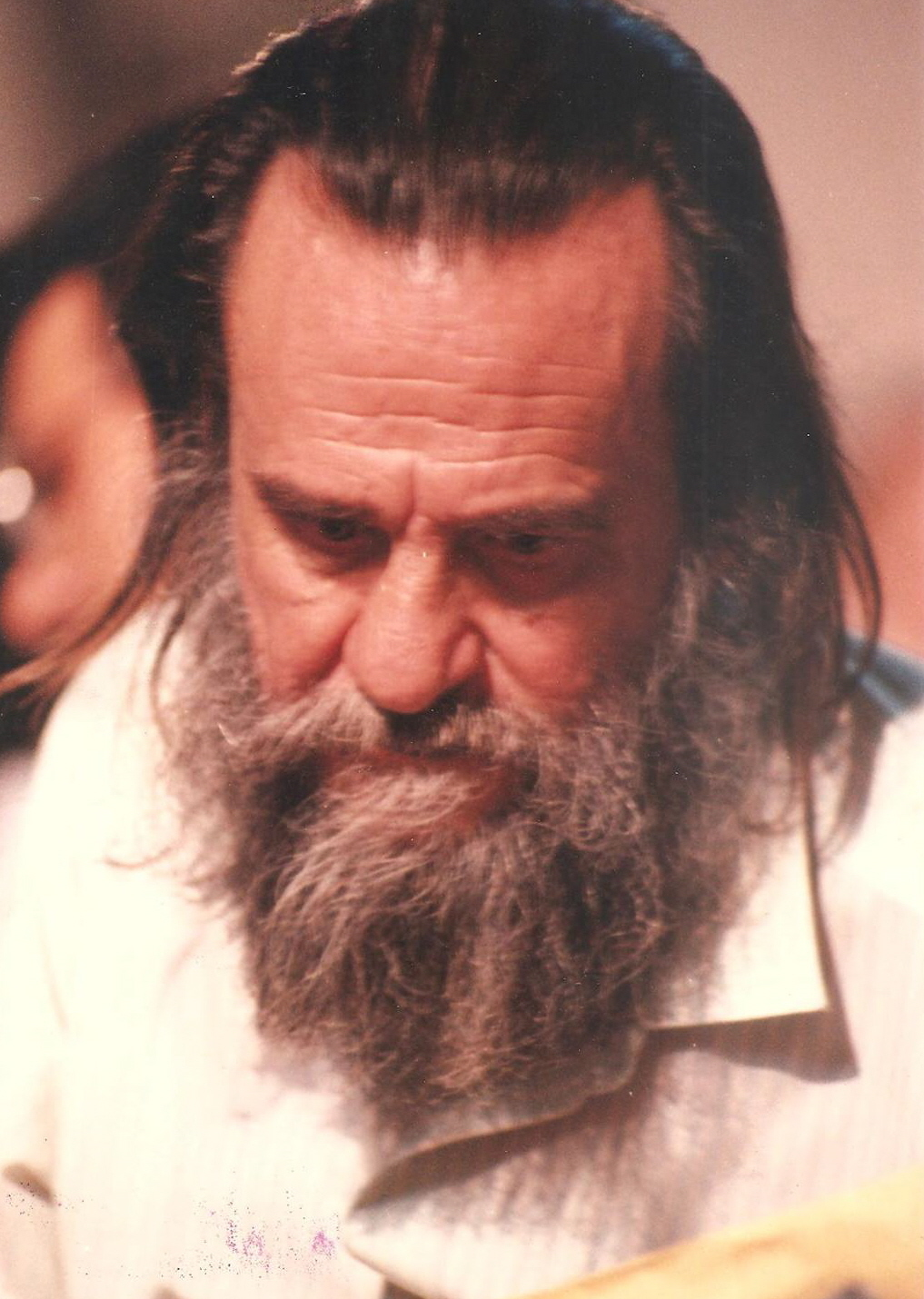
Salvador Garmendia.

A partir de 1958 hasta ahora muchos cambios históricos, culturales y sociales se han sucedido afectando de manera significativa la producción literaria en Venezuela. Dos temáticas fundamentales prevalecen en este período permitiendo la aparición de nuevos tipos de novelas: novela de la violencia y la novela de la interioridad. En este año es derrocada la dictadura de Marcos Pérez Jiménez, y se instaura un régimen democrático, que va a estar asediado por grupos de oposición con claras vinculaciones marxistas e influenciados por la revolución cubana liderada por Fidel Castro.

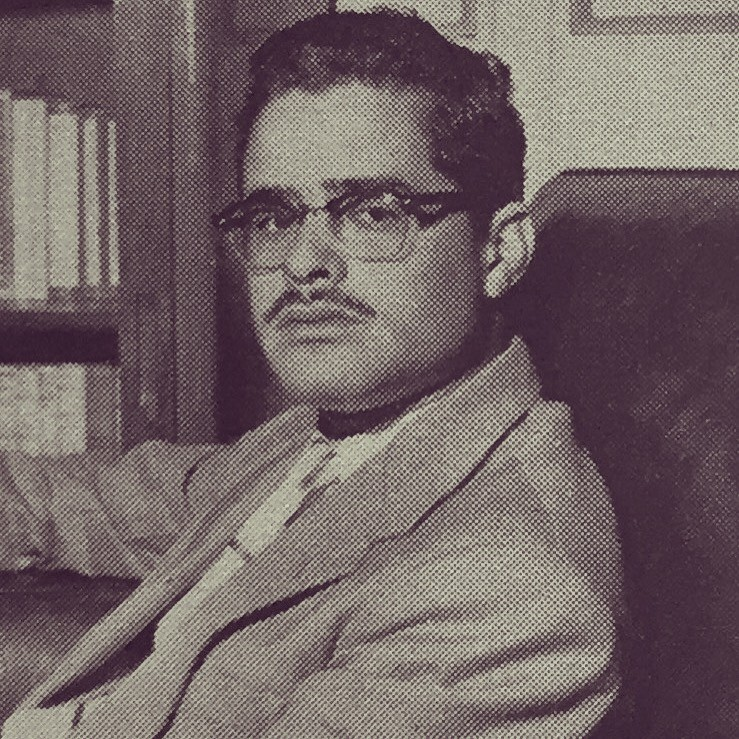
Adriano González León en los años 50. Gónzales León resultó ganador del Premio Biblioteca Breve en 1968.

Se trata de grupos armados de oposición al régimen político prevaleciente, la llamada «guerrilla», la cual va a ser fuente de anécdotas para los escritores de entonces, muchos de los cuales militaron dentro de sus filas. De manera que la literatura de esta época está caracterizada por un fuerte compromiso político. Como novelas de la violencia ha sido estudiada la producción de José Vicente Abreu, Se llamaba SN (1964) es un caso paradigmático.

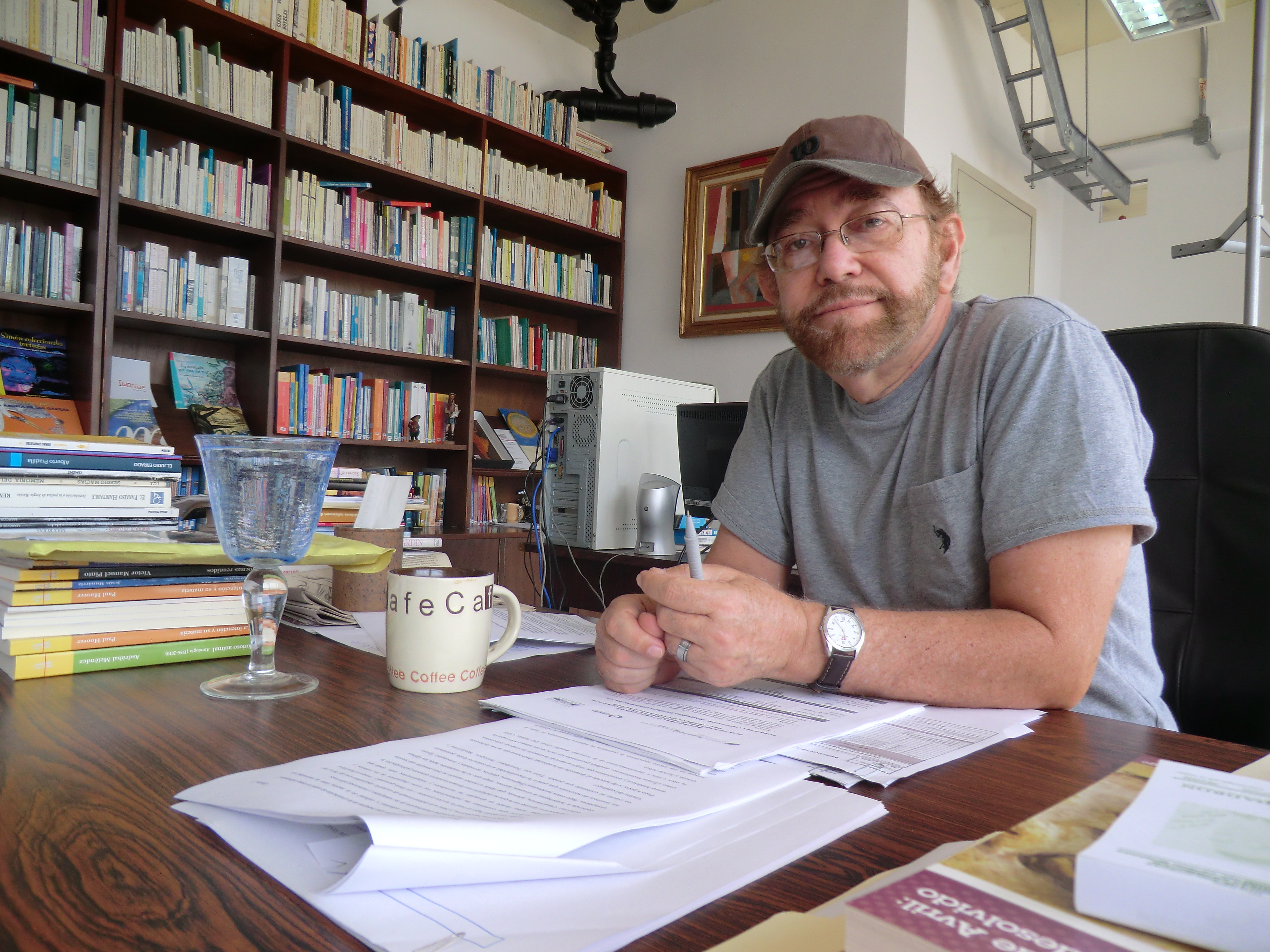
Carlos Noguera, autor de la novela Historias de la calle Lincoln (1971).

A finales de los sesenta y principio de los setenta la novela de la guerrilla define sus postulados a través de obras fundamentales como Los Topos de Eduardo Liendo Zurita, Historias de la calle Lincoln (1971) de Carlos Noguera y País Portátil (Premio Biblioteca Breve 1968) de Adriano González León, quien abordó las preocupaciones sociales y políticas que vivía Venezuela en esa época, pero supo rebasar el esquema testimonial para dar una dimensión más profunda y literaria al tema de la guerrilla urbana. También destacan en este período la llamada «novela de la interioridad», cuyo precursor sería Salvador Garmendia con su novela Los pequeños seres (1959) en la que prevalece la introspección de los personajes. Isaac Chocrón publica la novela Pájaro de mar por tierra (1972), que sigue la historia de un joven bisexual emigrado en Nueva York en medio del proceso de forjamiento de su identidad, pero que tras explorar su sexualidad termina regresando decepcionado a Venezuela. 
El humor, aunque no muy abundante en la creación literaria de este momento, encuentra su máximo exponente en Renato Rodríguez, con Al sur del Ecuanil (1963). La novela que experimenta con nuevas estructuras narrativas y lenguaje lúdico se hace presente a través de la obra de José Balza, Oswaldo Trejo y Luis Britto García. Un tema poco usual como lo es el de los avatares de la juventud atraviesa las páginas de Piedra de mar (1968) de Francisco Massiani.

### Novela contemporánea

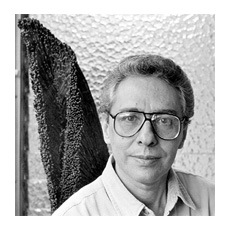
José Balza, narrador y ensayista. Premio Nacional de Literatura 1991.

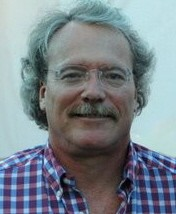
Alberto Barrera Tyszka resultó ganador del Premio Herralde 2006 por su novela La enfermedad y del Premio Tusquets de Novela de 2015 por Patria o muerte.

Dentro del lirismo y la disolución, tanto argumental como estructural, que prevaleció en los años setenta  el libro Cuatro crímenes, cuatro poderes escrito por el comisario de la Policía Técnica Judicial Fermín Mármol León en 1978 logra agotar tres ediciones en seis meses con un total de 50.000 ejemplares vendidos. Catalogado por su autor como una novela de ficción basada en hechos reales relacionados con cuatro casos criminales y la imposibilidad de condenar a los culpables dadas sus relaciones con el poder eclesiastico, militar, político y socioeconomico.
A mediados de los ochenta una vuelta a la anécdota potenciada por la obra de Francisco Herrera Luque y posteriormente, por la de Denzil Romero. El panorama literario parecía escindirse entre los autores cuyo proyecto estético se centraba en una recuperación del hilo anecdótico de lo narrado, y otros a quienes les preocupaba más la experimentación con el lenguaje y las maneras de abordar la historia.
En los años noventa muchos autores consiguieron mezclar estas dos tendencias opuestas en sus obras logrando así una recreación poética de la realidad sin caer en los extremos de la incomprensión y una recuperación de la anécdota sin descuidar lo estético y lo literario. Estos escritores reconocen una línea directa de influencias de Salvador Garmendia, Adriano González León, Alfredo Armas Alfonzo y las propuestas del grupo EN HAA.
A partir de entonces han prevalecido como ejes temáticos lo rural: En virtud de los favores recibidos (1987) de Orlando Chirinos; las sagas familiares: El exilio del tiempo (1991), de Ana Teresa Torres; las memorias y la narrativa de los cambios petroleros, en Milagros Mata Gil; la mirada sobre el mundo de la violencia y la marginalidad: Calletania (1992), de Israel Centeno y Caracas Cruzada (2006), de Vicente Ulive-Schnell; la revisión de la guerrilla desde una mirada contemporánea: Juana la roja y Octavio el sabrio (1991), de Ricardo Azuaje; el conjunto de historias que atraviesa un mismo personaje en La Danza del Jaguar (1991), de Ednodio Quintero; las relaciones con la música popular: Si yo fuera Pedro Infante (1989) de Eduardo Liendo; las nuevas novelas históricas: La tragedia del generalísimo (1983), de Denzil Romero; la mirada sobre el amor y la diáspora, El libro de Esther (1999) o Arena negra (2013), de Juan Carlos Méndez Guédez; la exploración del viaje hacia un norte simbólico, El niño malo cuenta hasta cien y se retira (2004), de Juan Carlos Chirinos; la revisión de la memoria del país: Falke (2005), de Federico Vegas; Qué bien suena este llanto de Margarita Belandria (premio honorífico en el I Concurso de Narrativa Antonio Márquez Salas, convocado por la Asociación de Escritores de Mérida, 2004); la exploración en el miedo contemporáneo al dolor, La enfermedad (Premio Herralde de Novela 2006), de Alberto Barrera Tyszka; la indagación paulatina en el fragor urbano contemporáneo, Latidos de Caracas (2007) , de Gisela Kozak; la reconstrucción de la infancia, El abrazo del Tamarindo (2008), de Milagros Socorro; la historia contemporánea con conexión a la actualidad, El pasajero de Truman (2008), de Francisco Suniaga; la búsqueda del padre en el subsuelo caraqueño, Bajo Tierra (2008), de Gustavo Valle; el exilio autoimpuesto, Liubliana (2010), de Eduardo Sánchez Rugeles; la violencia política, The Night (2016) de Rodrigo Blanco Calderón o el desarraigo en La hija de la española (2019), de Karina Sainz Borgo. 

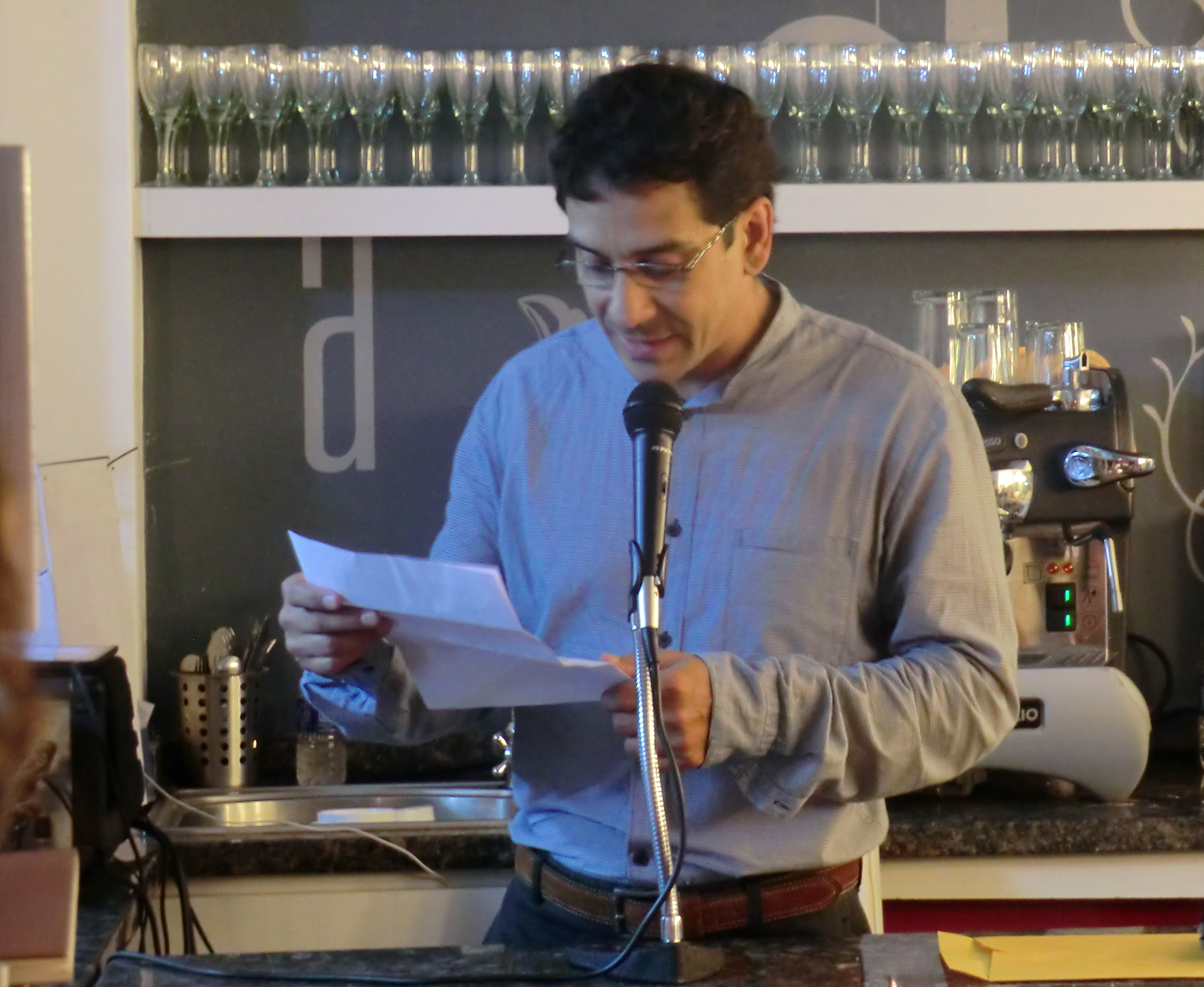
Gustavo Valle, ganó la III Bienal Adriano González León (2008) y el Premio de la Crítica (2009) con Bajo tierra.

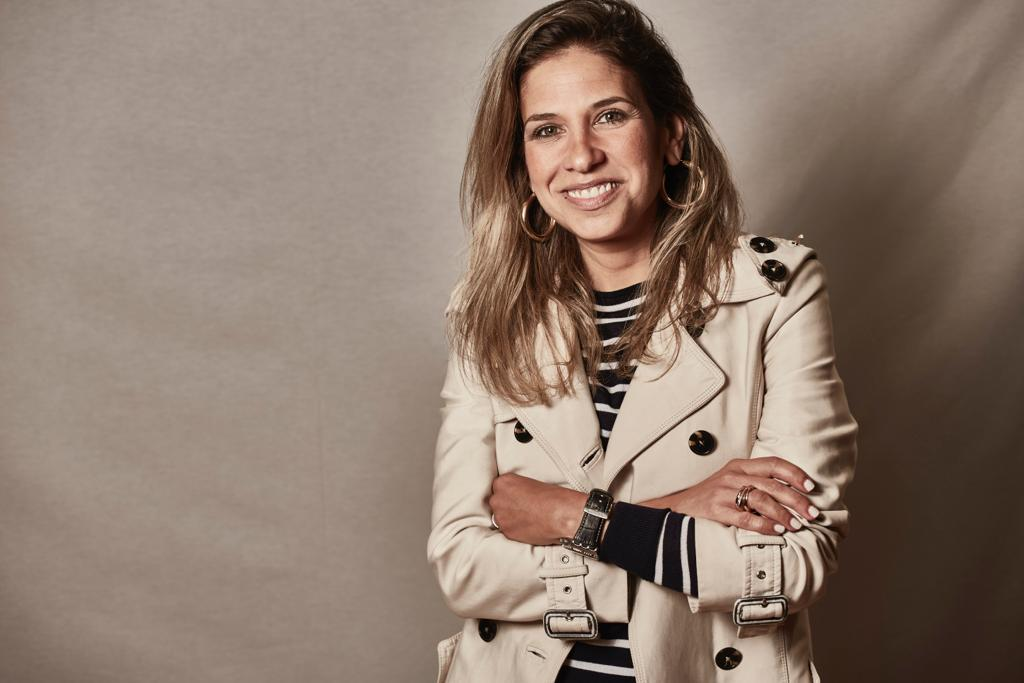
Karina Sainz Borgo, Premio O. Henry, 2021.

Muchos de estos escritores han evolucionado, tanto en la temática como en la expresión narrativa. Tal es el caso de Ana Teresa Torres, que ha explorado la novela erótica y la novela policial, género que, aun cuando no es el más visitado en la narrativa venezolana (el tópico de la violencia política ha prevalecido por encima de los tópicos del género negro), tiene en su haber títulos relevantes como Los platos del diablo, de Eduardo Liendo, Seguro está el infierno y No disparen contra la sirena, de José Manuel Peláez y Tomás Onaindía, Cuatro crímenes cuatro poderes (que también se inscribe en la literatura negra y de violencia política), de Fermín Mármol León, Colt Comando 5.56, de Marcos Tarre, El discreto enemigo, de Rubi Guerra e, incluso, novelas policiales en clave de comedia como El caso de la araña de las cinco patas, de Otrova Gomas, seudónimo del humorista y escritor Jaime Ballestas. Rodrigo Blanco Calderón en 2016 publicó su primera novela, titulada The Night, donde relata la crisis de su país natal,y que en 2019 ganó el Premio de la III Bienal de Novela Mario Vargas Llosa. En 2021  Karina Sainz Borgo es merecedora del premio  Premio O. Henry por su novela La hija de la española (2019). 
Hay que señalar, además, que la narrativa breve ha incursionado en el género también con resultados destacables. Milagros Mata Gil consigue en la autobiografía ficcionada y la novela histórica el tono necesario para María de Majdala: otra versión del anathema, en la cual mezcla profundos conocimientos teológicos y un lenguaje lírico, con la intención de rescatar la vida femenina en el siglo I de nuestra era.

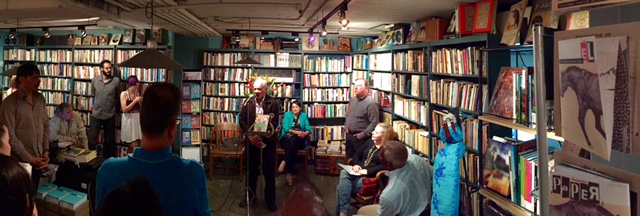
Eduardo Liendo durante la presentación de su libro En torno al oficio de escritor. Librería El Buscón, Caracas

## El cuento

### ElsigloXIX: romanticismo

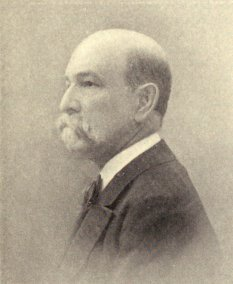
Julio Calcaño.

Venezuela tiene una importante tradición cuantística que se remonta a mediados del siglo XIX, con autores  como Julio Calcaño, Juan Vicente Camacho, Nicanor Bolet Peraza, Manuel Díaz Rodríguez o Eduardo Blanco.
Algunos ejemplos de esta época son La estatua de bronce (1854) y Confesiones de un auténtico ahorcado resucitado (1861) de Juan Vicente Camacho, o los relatos de terror fantástico de Julio Calcaño Las lavanderas nocturnas (1872), El sello maldito (1873), La danza de los muertos (1873) Tristán Cataletto (1883).También Eduardo Blanco (autor del célebre libro, Venezuela heroica) escribiría el cuento El Número 111, en 1873, publicado en el semanario La Tertulia.
De Bolet Peraza destacan los cuentos Las tres vidas de Antón de 1893, El monte azul de 1893, El espejo encantado de 1893, Un golpe de suerte de 1894, El gran infame de 1894, Calaveras de 1894, Historia de un guante de 1895 y Metencardiasis de 1896.
Los tópicos propios de esta época son el pacto demoníaco, los fantasmas, los vampiros, los muertos resucitados, las brujas, así como cierta exploración de las cosmogonías indígenas (por ejemplo, en Las lavanderas nocturnas de Calcaño).También abundan los relatos costumbristas, positivistas y naturalistas. En 1899 Ramon Diaz Sanchez  publica Cuentos de Color, nueve narraciones de estilo modernista que tienen el nombre de un color determinado; el cual asociado con un estado del alma, constituye la atmósfera de cada cuento.

### Finales delsigloXIX: cosmopolitismo y criollismo

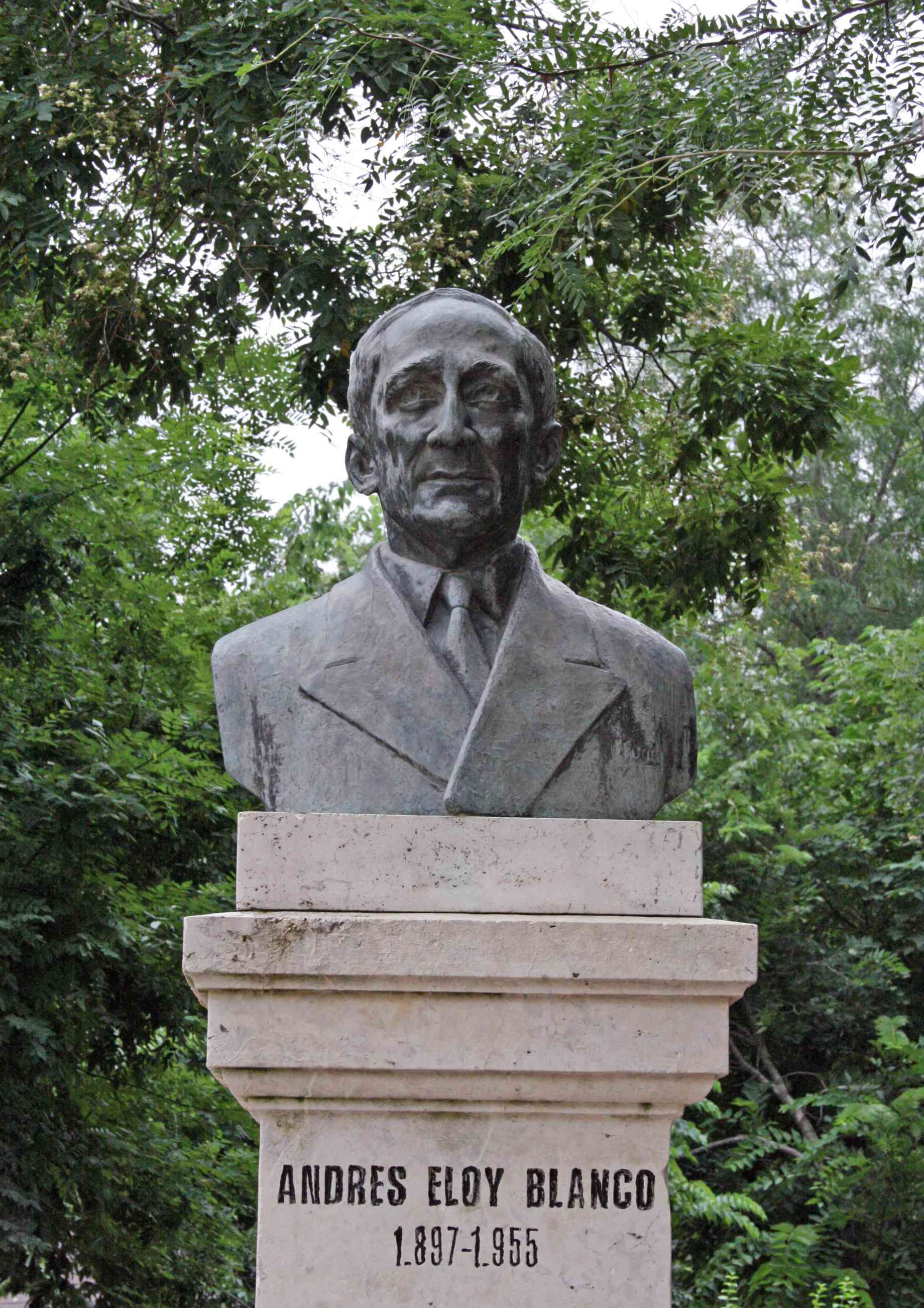
Busto de Andrés Eloy Blanco, Parque del Retiro, Madrid, España

En los comienzos de la cuentística venezolana, las revistas como El Cojo Ilustrado juegan un papel fundamental para la difusión de las obras de los escritores dedicados a este género. El modernismo y el realismo dominan el panorama literario del país. Las mismas corrientes literarias que marcaron las pautas literarias de la novela influyen en las narraciones cortas. Muchos autores se dedican a ambos géneros, tal es el caso de Manuel Díaz Rodríguez, quien escribió cuentos modernistas; Luis Manuel Urbaneja Achelpohl, quien creó cuentos de corte costumbrista y fundó la corriente denominada criollismo.
Con el modernismo surge una nueva manera de ver lo fantástico, más interesado por la introspección, lo raro, lo inquietante. Este sería el caso de Pedro Emilio Coll. Carmen Luna Sellés pone a Coll junto con Horacio Quiroga, Leopoldo Lugones, entre otros, en la categoría de autores modernistas de finales del siglo XIX y principios del siglo XX, interesados en los sueños, lo sobrenatural, lo fantástico y lo inquietante. Carlos Sandoval también destaca su contribución al desarrollo del género fantástico en Venezuela.

### Primera mitad delsigloXX: las vanguardias
Cuentos grotescos de José Rafael Pocaterra es una obra capital para comprender la evolución de la narración corta venezolana de esta época. Con la llamada Generación del 18 el realismo se ve robustecido con el contenido social de las nuevas tendencias, sin desdeñar el criollismo. Aunque la Generación del 18 fue una generación fundamentalmente de poetas, tuvo proyección en el campo de la cuentística. Estuvo influenciada por movimientos europeos, en especial por el cuento ruso.
Fuera de grupos literarios y de movimientos definidos, Julio Garmendia escribió cuentos con un particular estilo, que le ha consagrado como uno de los principales cuentistas venezolanos. Entre su obra cabe destacar La Tienda de Muñecos y La Tuna de Oro, obras de la temática fantástica y de ciencia ficción. Desde sus comienzos, la cuentística de Garmendia se caracterizó por su propuesta vanguardista, con interés por lo insólito y que algunos consideran heredera de la literatura filosófica de Pedro Emilio Coll – la compilación de esbozos, o collage literario en el que abunda la metaficción, lo raro y lo fantasioso.
En 1928 surge la generación de vanguardia caracterizada por su rebeldía y por un extremado gusto por la metáfora y el lenguaje barroco.
De la década de los 20 y 30 también son los primeros cuentos publicados por Arturo Uslar Pietri, precursores de eso que luego él mismo denominará realismo mágico. Especialmente importante es su cuento La lluvia, preteneciente a la antología Red. Para Enrique Anderson Imbert, el cuento La Lluvia "es el mejor ejemplo avant la lettre del realismo mágico". Gustavo Guerrero insiste sobre dicho cuento: "La emoción que aún produce su lectura está muy por encima de ésa o de cualquier otra categorización. Pienso que es más simple y más justo decir hoy que “La lluvia” es un clásico de nuestra lengua, una pequeña y exquisita joya de arte mayor".

### Décadas de 1950, 60 y 70: lo experimental

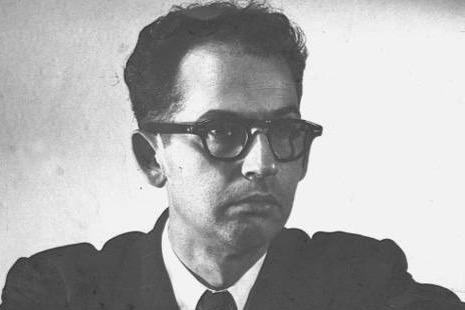
Guillermo Meneses.

En el marco de los postulados de la vanguardia y a partir de la década del cincuenta son significativos los nombres de Guillermo Meneses, Gustavo Díaz Solís y Oswaldo Trejo.
El premio de cuentos del diario El Nacional se constituye en una institución legitimizante de la labor de los jóvenes cuentistas. Uno de los cuentos más celebrados e influyentes dentro de la narrativa venezolana a partir de su publicación hasta nuestros días es La mano junto al muro (1952) de Meneses. Relato cuya trama está dominada por lo psicológico, la interioridad de los personajes y la ambigüedad de una estructura anecdótica circular.

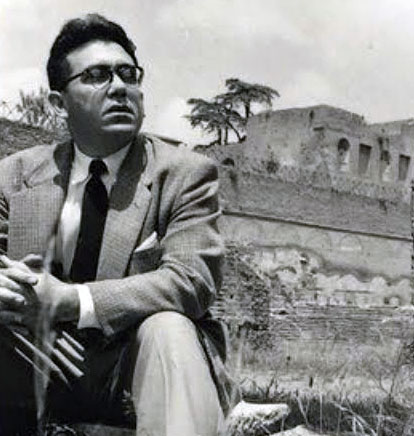
Alfredo Armas Alfonzo.

Meneses es uno de los escritores que más ha influenciado a las nuevas generaciones, junto con Gustavo Díaz Solís, quien se dio a conocer al ganar el premio literario de la revista Fantoches, con su cuento Llueve sobre el mar en 1943. Muy importante para generaciones posteriores es su cuento Arco Secreto, en el que la anécdota está tejida por un discurso de resonancias contemporáneas.
En los años sesenta y setenta las experimentaciones formales que atravesaron la novela también influyeron en los cuentos. La experimentación lúdica exacerbada con el lenguaje es una de las características fundamentales de las obras de Oswaldo Trejo y Rafael Zárraga. 
La experimentación formal y genérica se hace presente en la obra de Alfredo Armas Alfonzo, especialmente en El Osario de Dios, libro conformado por cuentos cortos de anécdotas que se conectan, apelando a un género intermedio entre el cuento y la novela. Para Tomás Eloy Martínez, la obra literaria de Armas Alfonzo conforma un corpus que algunos críticos han planteado como una gran novela fragmentaria, como la realidad. Como William Faulkner, escribió muy específicamente sobre una región geográfica, la Cuenca del Unare, a la que conformó según sus recuerdos, nombrando la fauna y la flora con las palabras regionales. Milagros Mata Gil, quien ha estudiado a fondo su obra, lo considera «un demiurgo» de la Cuenca del Unare, cuyo eje es Clarines.

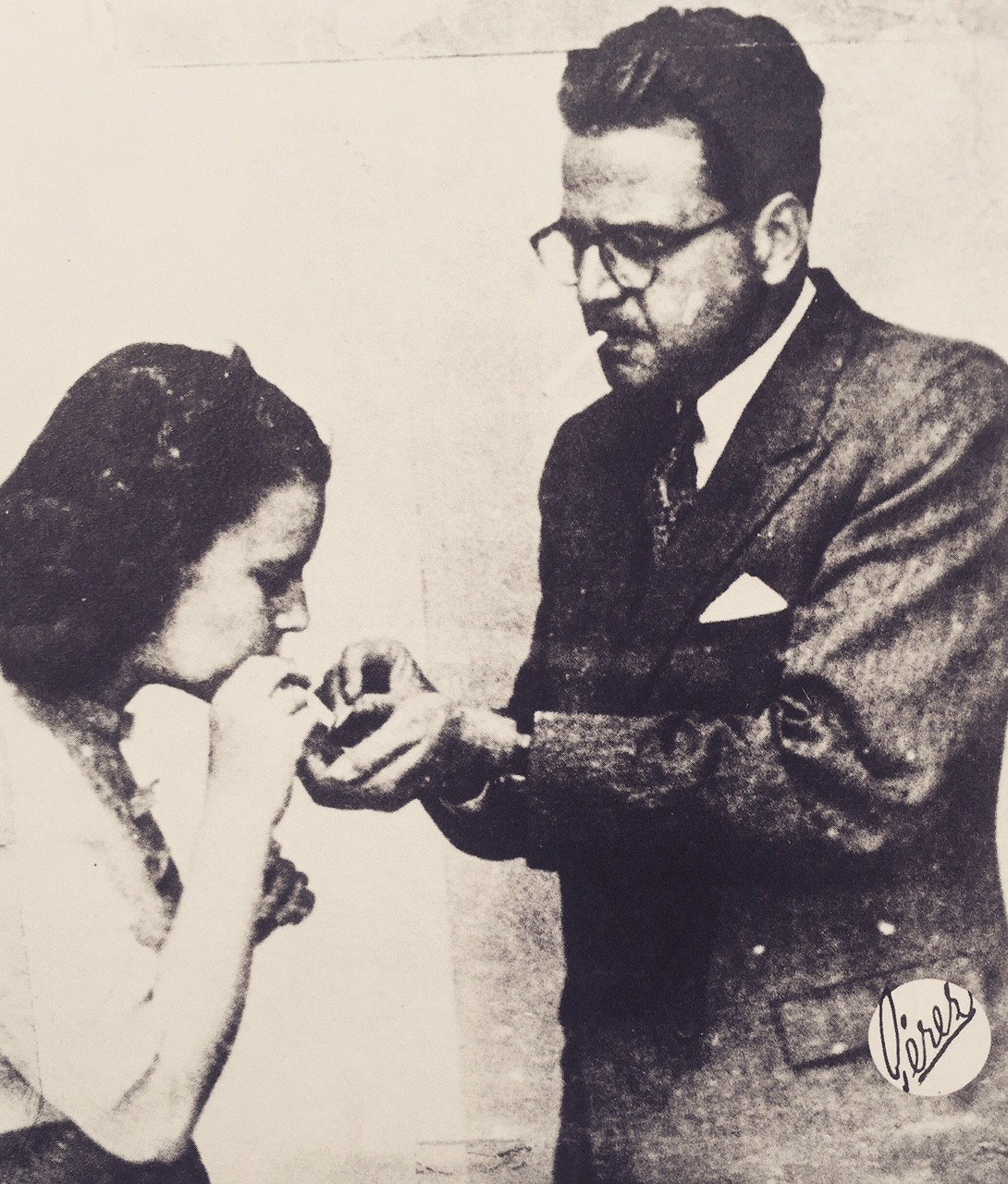
Ida Gramcko y Mariano Picón Salas.

En 1967, la poeta, narradora y dramaturga Ida Gramcko publica El jinete de la brisa y David Alizo publica la colección de cuentos llamada Quórum, que incluye varios relatos de ciencia ficción.
En 1970 Luis Britto García pública su libro de cuentos de ciencia ficción Rajatabla que resultó ganadora del Premio Casa de las Américas en La Habana. Es en honor a este libro que los integrantes del grupo de teatro "El Juglar", dirigido por Carlos Giménez, adoptaron como nombre "Rajatabla" y solicitaron al autor una pieza teatral, cuyos segmentos iba escribiendo a medida que avanzaban los ensayos.Su relato Futuro, perteneciente al libro Rajatabla, formará parte de la antología Lo mejor de la ciencia ficción latinoamericana, editada por Bernard Goorden y A. E. van Vogt.
En 1977 José Gregorio Bello Porras publica la colección: Andamiaje y Armando José Sequera escribe Me pareció que saltaba por el espacio como una hoja muerta. Este último libro contiene treinta y dos historias sobre una comunidad de astronautas venezolanos.
Unos años más tarde, en 1979, el escritor cubano Julio Miranda editó la antología Ciencia ficción venezolana que incluye los cuentos: Conspiración en Neo-Ucrania (1979) de Francisco de Venanzi; Racine en el Aeropuerto (1970) de José Balza; Jinetes de Luz (1970) de Humberto Mata; Inútil Redondo Seno (1973) de Pascual Estrada; y Valdemar Lunes, el Inmortal (1975) de Ednodio Quintero.

### Décadas de 1980 y 1990

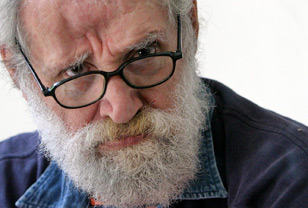
Francisco Massiani, Premio Nacional de Literatura.

A partir de los años ochenta, la cuentística nacional retoma la anécdota, que se hallaba diluida en medio de los juegos con el lenguaje y el extremado experimentalismo, para de esta manera recuperar a los lectores comunes que en los años setenta se habían alejado del género. A finales de los ochenta prevalecen los relatos que se centran en temáticas como la música popular, el cine y la cultura de masas.
También se retoman los relatos de aventuras, el policial (de particular relevancia son los cuentos La mujer de espaldas, de José Balza, y Boquerón, de Humberto Mata) y la ciencia ficción. Algunas veces se nota un descuido discursivo producto del afán de contar, pero en los años noventa, los cuentistas, al igual que los novelistas, han logrado contar una historia interesante sin descuidar los aspectos formales del texto, manteniendo así un alto nivel literario y estético.

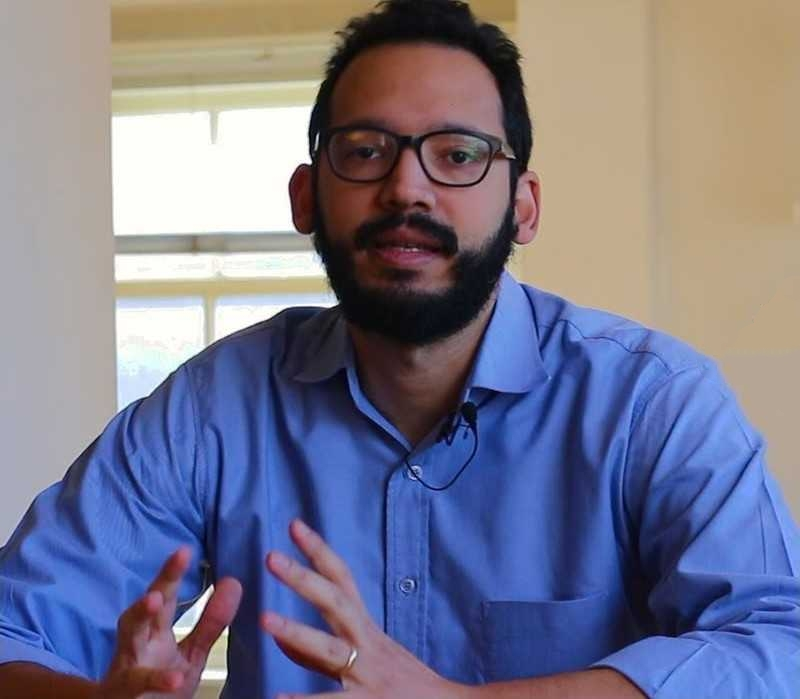
Rodrigo Blanco Calderón, Premio O. Henry 2023, Premio Bienal Vargas Llosa.

### Actualidad
Entre los cuentistas de la actualidad se destacan: Silda Cordoliani, Ricardo Azuaje, Antonio López Ortega, Ángel Gustavo Infante, Juan Carlos Méndez Guédez, Rubi Guerra, Israel Centeno, Juan Carlos Chirinos, Luis Felipe Castillo, Rafael Rattia Milagros Socorro, Slavko Zupcic, Roberto Echeto, Rodrigo Blanco Calderón, Fedosy Santaella, José Urriola, Mario Morenza, Salvador Fleján, Luis Laya, Enza García Arreaza, Jacobo Villalobos, Olga C. Morett, Hensli Rahn Solórzano, Judit Gerendas Kiss, Rodrigo Blanco Calderón, y Jesús Miguel Soto.
Cabe destacar igualmente los Premios O. Henry recibidos por Karina Sainz Borgo y Rodrigo Blanco Calderón en sus ediciones de 2021 y 2023.

## El ensayo

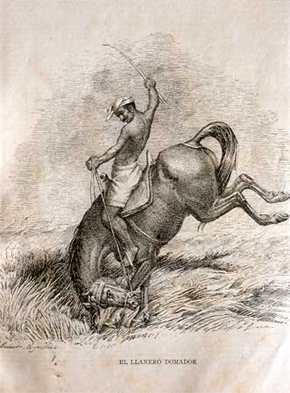
«El llanero domador». Dibujo de Celestino Martínez, litografiado por Celestino y Jerónimo Martínez aparecido en la portada del primer número de El Cojo Ilustrado

### Precursores
Para José Balza y Roberto Lovera de Sola, el ensayo comienza en Venezuela con autores como Nicolás de Herrera y Ascanio, con Lágrimas amorosas y Alfonso Briceño desde el siglo XVII, tradición continuará con Fray Juan Antonio Navarrete y Francisco de Miranda en el XVIII.
Posteriormente, a principios del siglo XIX, el ensayo tendrá como representantes a autores como Andrés Bello, Simón Rodríguez y Simón Bolívar.

### El ensayo en elsigloXIXy principios delsigloXX
Durante el siglo XIX los ensayistas se dedicaron a reflexionar en torno a la identidad nacional. Sin embargo, este género tiene su precursor en Fermín Toro quien, con sus Reflexiones sobre la Ley del 10 de abril de 1834, se adentra en el análisis de la realidad socioeconómica de su época.  El objetivo principal de los inicios de este género en Venezuela fue el de elaborar las bases ideológicas para fundar la nación recientemente independizada.  Cecilio Acosta escribe en periódicos como La Época y El Centinela de la Patria,  donde teje las líneas de un pensamiento humanista y liberal. Sus temas son la industria, la propiedad, la inmigración, la electricidad, la imprenta, el vapor, el telégrafo, así como los trabajos de síntesis histórica y discernimiento jurídico cuyo eje es la meditación sobre el progreso y lo civilizado, así como el análisis de la instrucción que requiere Venezuela para alcanzarlos.
En el modernismo esta temática se amplía al incluir también lo estético y lo literario. En el primer número de la revista Cosmópolis, el 1.º de mayo de 1894, aparecen los ensayos Sobre Literatura Nacional y Más sobre Literatura Nacional de Luis Manuel Urbaneja Achelpohl, manifiesto donde señala los lineamientos del Criollismo, estilo en el cual plasmaría imágenes de las formas de vida, problemas, tradiciones y costumbres de la gente y el ambiente rural, en pequeños poemas en prosa denominados “acuarelas”.

### Vanguardia, modernidad y posmodernidad
El ensayo de vanguardia surge con la Generación del 18 y la del 28, especialmente con la producción de Julio Planchart, Enrique Bernardo Núñez, Mario Briceño Iragorry y Mariano Picón Salas, quienes abordaron en sus páginas los problemas sociohistóricos y culturales venezolanos. Luis Manuel Urbaneja Achelpohl gana un concurso de ensayo y es premiado con la publicación por la revista Elite de mil ejemplares de su escrito El Gaucho y el Llanero (1926). El ensayo compara la idiosincrasia y medio político, social y económico de dos emblemáticos caracteres de considerable protagonismo histórico hasta la época.
A partir de los años sesenta los ensayistas se ven influenciados por el pensamiento teórico posmoderno. Tras el cuestionamiento de las grandes ideologías de la modernidad, los ensayistas toman un tono más escéptico, emparentado con los planteamientos filosóficos mundiales de finales del siglo XX. Los ensayistas de la posmodernidad abordan temas tales como la globalización, los medios de comunicación masiva, la identidad venezolana y latinoamericana, el debate de las ideologías o la relatividad de la noción de verdad.
Juan Liscano, Elisa Lerner, Rafael Cadenas, Tulio Febres-Cordero, Hanni Ossott, Aquiles Nazoa, Guillermo Sucre, Rafael Castillo Zapata, Isaac Pardo, Ludovico Silva, Rafael Caldera, Teodoro Petkoff, Luis Castro Leiva, Lubio Cardozo, Carlos Rangel, Gustavo Guerrero, Orlando Araujo, Juan Carlos Chirinos, Ana Teresa Torres, Elías Pino Iturrieta, Karina Sainz Borgo o Alfredo Toro Hardy, entre otros, han producido ensayos de gran valor.

## Poesía

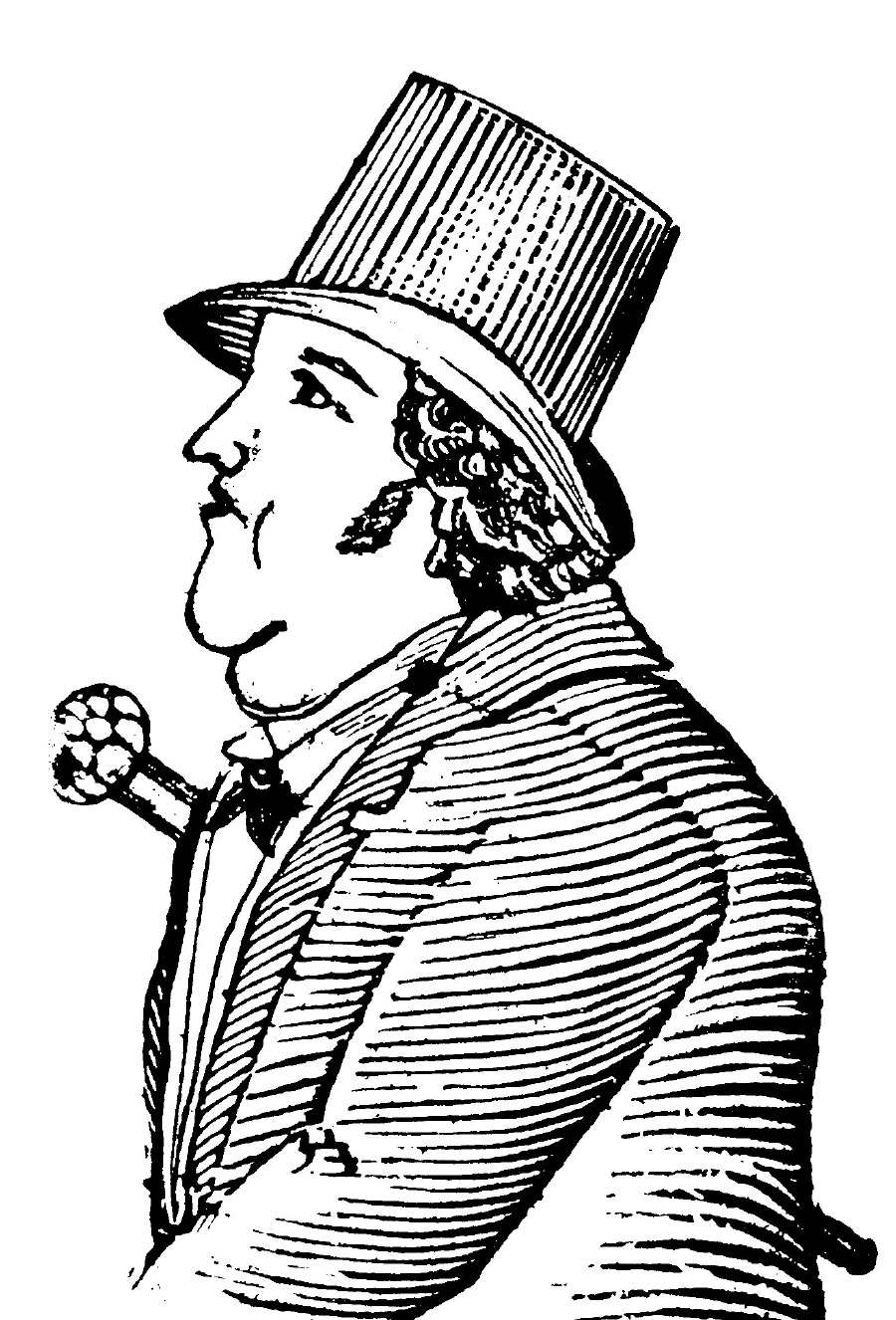
Juan Vicente González.

### Poesía en elsigloXIX
A principios del siglo XIX Andrés Bello despunta como uno de los poetas más significativos del momento con una obra que se inscribe primero dentro del neoclasicismo y luego dentro del romanticismo. Estos movimientos literarios de origen europeo, al igual que el parnasianismo, tuvieron gran repercusión en los primeros poetas venezolanos. Andrés Bello escribió sus famosas silvas entre 1823 y 1826 en un estilo emparentado con el movimiento neoclásico que dictaba las pautas en la literatura de esos días. Más tarde, mientras se encontraba en Londres, descubrió el romanticismo, con el que nutrió sus siguientes poemas. Abigail Lozano no solo exalta la patria venezolana, sino que también explora temas de la intimidad humana y el amor, creando una obra multifacética en las que destacan  Tristezas del alma (1845) y Horas de martirio (1847)
En ese período, el romanticismo era acogido por otros poetas venezolanos, como Fermín Toro y Juan Vicente González. Sobresale dentro de este periodo la obra de Juan Antonio Pérez Bonalde, quien se inició como polemista y humorista en revistas y periódicos a partir de 1865. Según algunos autores, Pérez Bonalde es el máximo representante del romanticismo en Venezuela, para otros fue el precursor del modernismo.
Sus poemas Vuelta a la patria y Niágara están considerados como los más representativos de la obra del autor y de la poesía nacional, en ellos se observan todas las búsquedas del romanticismo aunado a elementos fuertemente biográficos. El parnasianismo reaccionó en contra de los excesos del romanticismo. Proponía una literatura de inspiración clásica, economía de recursos estilísticos y sobriedad de las formas. Se inscriben dentro de estos postulados las obras líricas de Manuel Fombona Palacios, Manuel Pimentel Coronel, Gabriel Muñoz, Miguel Sanchez Pesquera, Jacinto Gutiérrez Coll, Andrés Mata, entre otros.

### Entre el modernismo y la vanguardia en la poesía venezolana: La Generación del 18

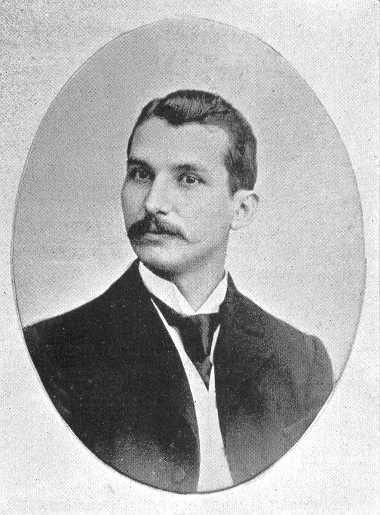
Francisco Lazo Martí.

Las revistas El Cojo Ilustrado y Cosmópolis funcionaron como órganos de difusión de la obra de autores modernistas, quienes tomaron la escena literaria con la fuerza que le imprimía este movimiento de raíces absolutamente latinoamericanas. Más tarde, aparece la Generación del 18 como fuerte reacción en contra de la estética modernista. El movimiento modernista se caracterizaba por el uso de patrones rítmicos tradicionales y una temática en la que prevalecía el cosmopolitismo cultural, esto es la presencia dentro de sus poemas de múltiples referentes a realidades pertenecientes a otros ámbitos mundiales, así como elementos mitológicos.  Dentro de estos postulados es relevante la obra de poetas como Alfredo Arvelo Larriva, Tulio Febres-Cordero, Elías Calixto Pompa, José Arreaza Calatrava y Cruz Salmerón Acosta. Francisco Lazo Martí, Udón Pérez y Sergio Medina pertenecen al nativismo, movimiento que se adhiere a los postulados del modernismo, pero que toma como temática principal al paisaje y la realidad venezolanos. También está el caso del barinés Alberto Arvelo Torrealba, quien toma el canto tradicional llanero como base para toda su obra poética. Uno de sus poemas más conocidas es Florentino y el diablo, adaptación de una leyenda del folklore, que con el paso del tiempo se ha convertido en referente de la cultura nacional y ha sido llevada al cine, teatro y televisión. La poetisa Polita de Lima fue proclamada Princesa del Parnaso Venezolano el 24 de junio de 1913.

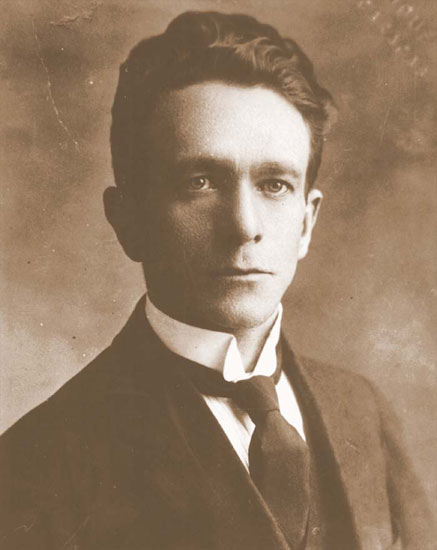
José Antonio Ramos Sucre.

Con la aparición de la llamada Generación del 18 se inicia una etapa de transición en el desarrollo de la poesía venezolana entre el modernismo y el vanguardismo. Los poetas de esta generación se caracterizan por reaccionar contra el modernismo retornando a las formas y temas del romanticismo. Esta generación de transición es ecléctica y presenta influencias del simbolismo, posmodernismo y parnasianismo con tendencias vanguardistas, como es el caso de Humberto Tejera, Pio Tamayo y Héctor Cuenca. Uno de los representantes más conocido de la Generación del 18 es Andrés Eloy Blanco, quien utiliza los aspectos formales característicos del modernismo, combinándolos con temas nacionales y folklóricos. Considerado el poeta popular de Venezuela, incursiona brevemente en la temática vanguardista, con su libro Baedeker 2000. José Antonio Ramos Sucre es tratado como el primer poeta de la Generación del 18. Su obra no tiene antecedentes dentro de la literatura nacional, pero si muchos seguidores, y está caracterizada por el uso de la prosa poética, atravesada por imágenes y símbolos provenientes de las mitologías griegas, orientales y celtas. Su producción lírica consta de tres libros: La torre de Timón (1925), El cielo de esmalte (1929) y Las formas del fuego (1929). Fernando Paz Castillo, Pablo Rojas Guardia, Emilio Menotti, Enrique Planchart y Luis Enrique Mármol son otros exponentes importantes de esta generación. La Generación del 18 se entrelaza con la Generación del 28, esta última vanguardista del todo. Hay quienes consideran que son una y la misma generación si se toma en cuenta el interés que algunos poetas muestran en sus obras por la política.

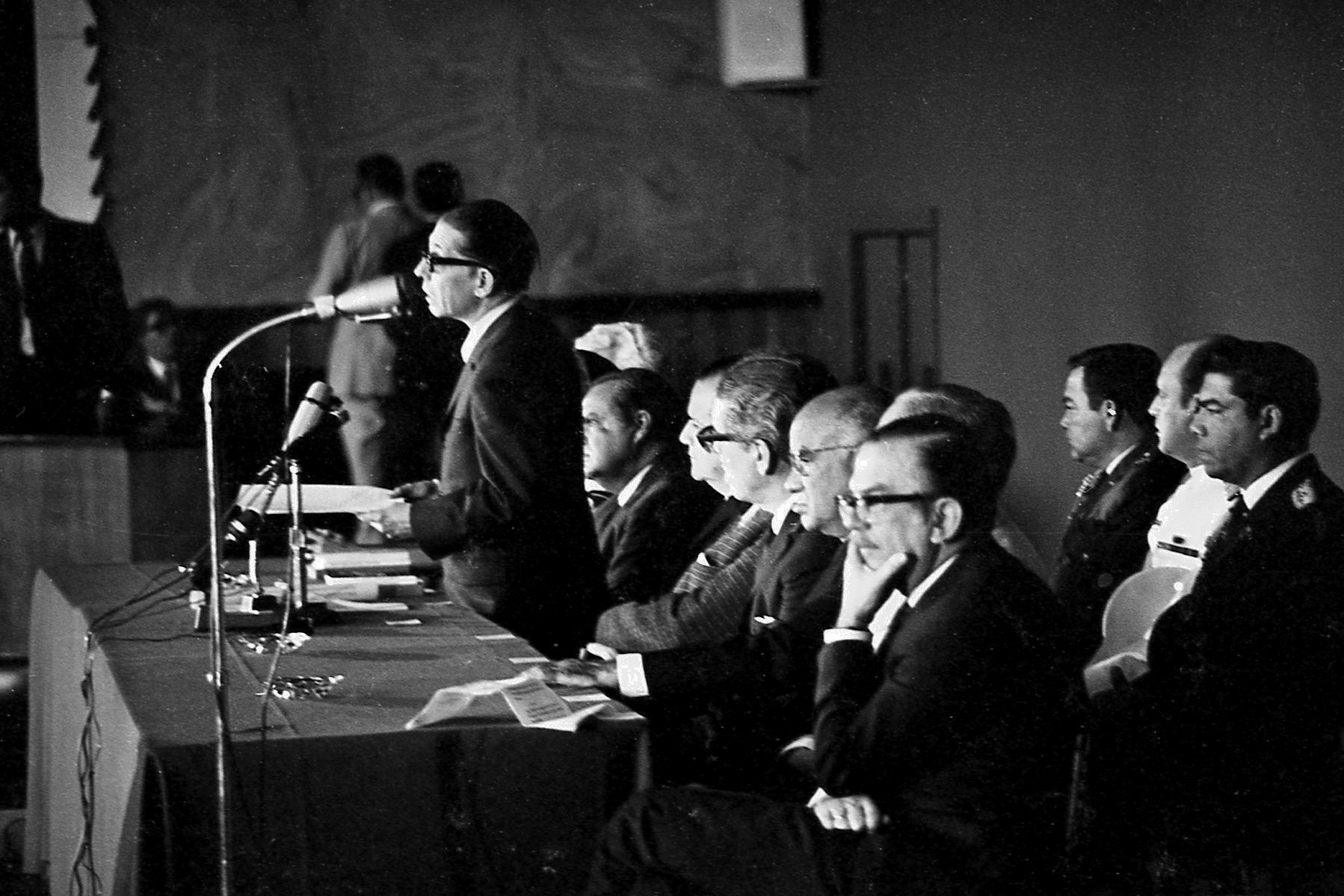
José Ramón Medina durante el III Congreso de Escritores Latinoamericanos, celebrado en Venezuela (1970).

### Grupos literarios, revistas y poesía contemporánea

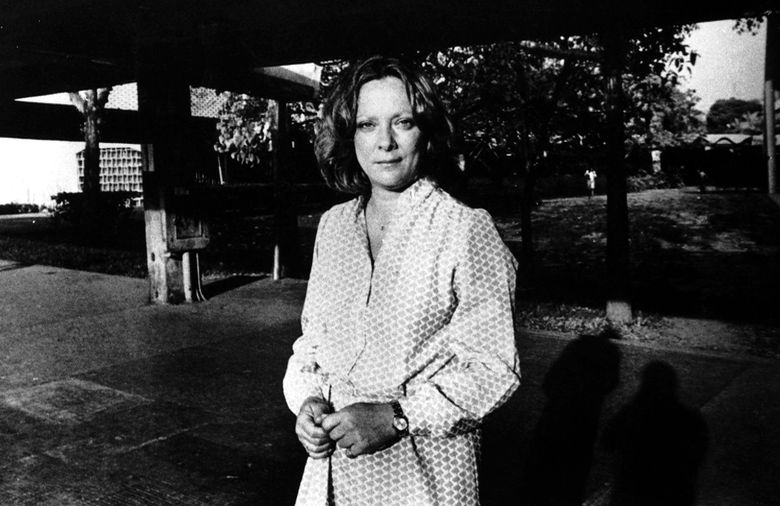
Hanni Ossott.

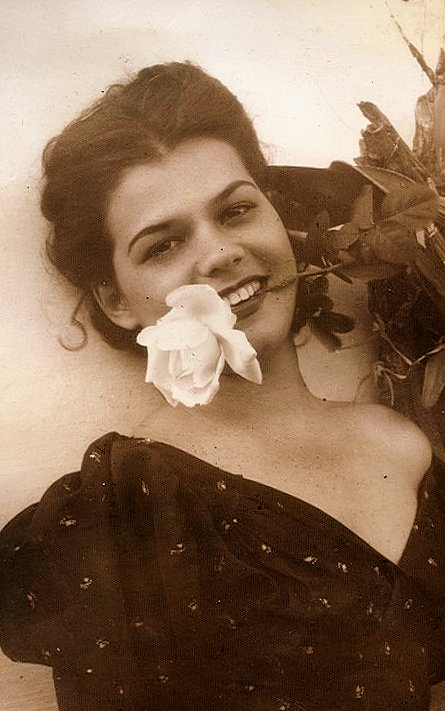
Ana Enriqueta Terán (Valera, 1918-2017) última poeta sobreviviente de la Generación del 18.

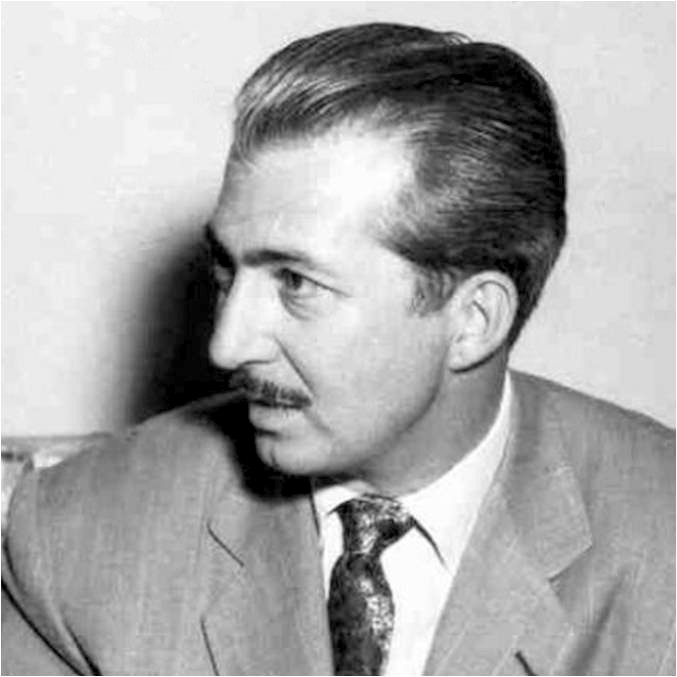
El poeta Vicente Gerbasi.

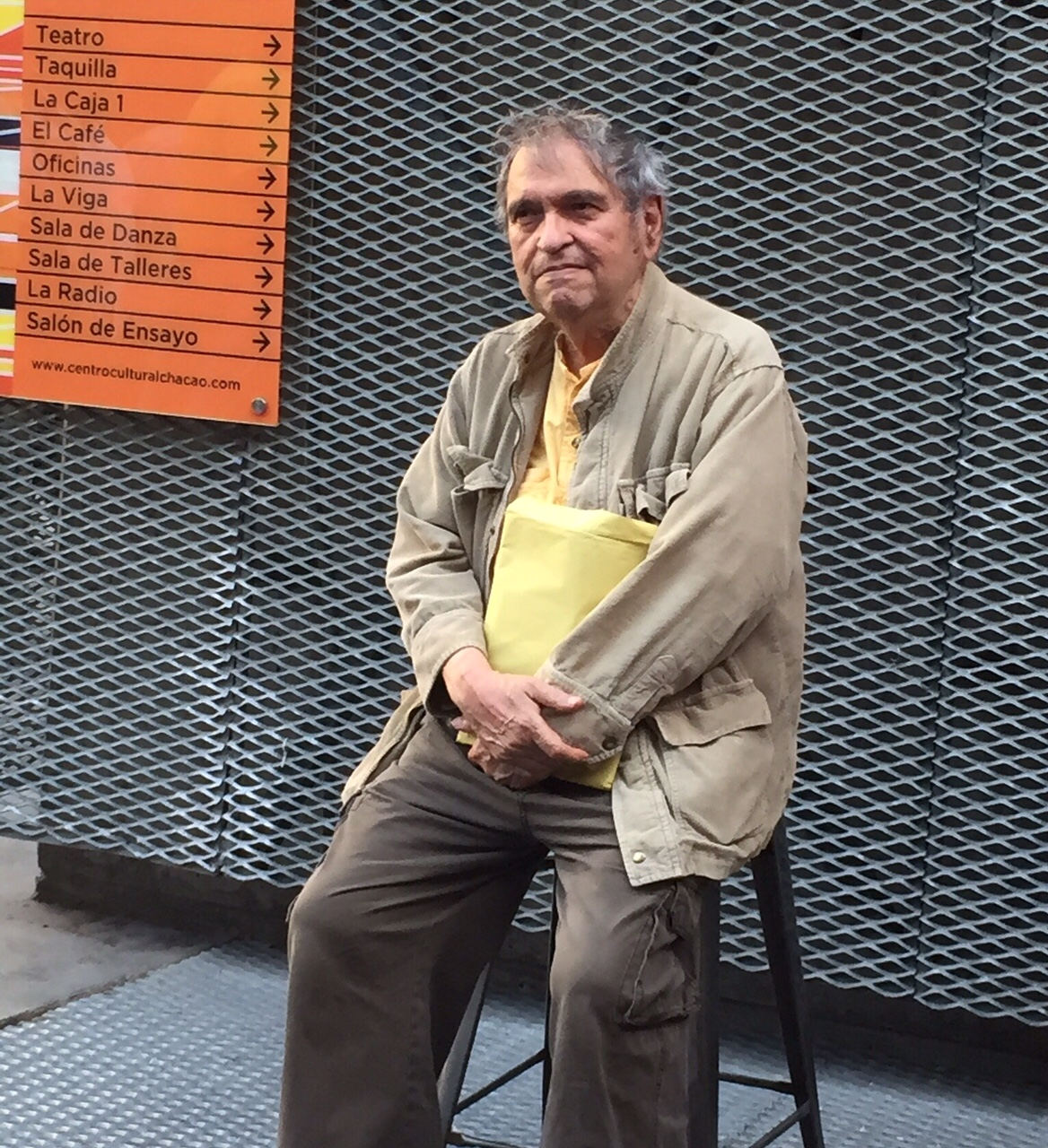
Rafael Cadenas, Premio Cervantes.

La aparición de grupos literarios a partir de 1935 se constituye en un fenómeno relevante para comprender la trayectoria de la lírica nacional. Es importante reconocer, sin embargo, que la tradición de grupos literarios empieza en 1894 con la formación de Cosmópolis por los escritores Luis Manuel Urbaneja Achelpohl, Pedro César Dominici y Pedro Emilio Coll. Rómulo Gallegos, por su parte, fundó el grupo La Alborada en 1909 para promover una estética puramente latinoamericana. Después de los años treinta, el primer grupo que pasó a formar parte de la historia literaria venezolana fue el grupo Válvula, compuesto por autores como Arturo Uslar Pietri, Antonio Arraiz y Miguel Otero Silva. Este grupo ocupa un lugar privilegiado por ser el primero en oponerse directamente al gobierno.
En 1917, el poeta lirico Francisco Pimentel junto a Leoncio Martinez, José Antonio Calcaño y José Rafael Pocaterra, fundó el diario humorístico Pitorreos. La carrera periodística de Pimentel comenzó en El Nuevo Diario, en 1913, con una sección titulada Pitorreos que firmaba con el seudónimo de Job Pim. Luego pasó a ser colaborador en los diarios El Universal y El Heraldo, además de escribir en las revistas El Cojo Ilustrado y Élite. En 1923 participó junto a Leoncio Martínez en el semanario Fantoches, que poco tiempo después se convirtió en diario. 
En 1937 Pascual Venegas Filardo funda el grupo «Viernes» junto a los poetas Vicente Gerbasi, Pablo Rojas Guardia, Jose Ramon Heredia, Luis Fernando Álvarez, Óscar Rojas Jiménez, Ángel Miguel Queremel, Otto de Sola, Pálmenes Yarza y Fernando Cabrices. A esta agrupación, relacionada con la estética surrealista, perteneció Vicente Gerbasi. Sus poemas enfrentan la temática de la niñez y la búsqueda de la identidad. Su obra más representativa es el largo poema Mi padre el inmigrante (1945). A raíz de la aparición de Viernes, proliferan las agrupaciones literarias en el país. Así, el grupo Presente, el grupo Suma y la Generación del 42, surgen como reacción antiviernista y se adhirieron a la temática hispanizante. Más tarde, en 1947 y 1948, aparece en la escena literaria el grupo Contrapunto, cuyo fundador fue Héctor Mujica.
Con un mensaje más político que estético, el grupo Cantaclaro editó una revista que llevó el mismo nombre, y se opuso a la dictadura de Marcos Pérez Jiménez. A partir de 1955 son relevantes las propuestas estéticas de grupos como Sardio , El Techo de la Ballena y Tabla Redonda, su principal ideólogo y promotor fue el poeta y periodista, Jesús Sanoja Hernández, autor de un solo y extraordinario libro titulado La mágica enfermedad. A este último grupo perteneció Rafael Cadenas, uno de los poetas más importantes de las letras nacionales. En 1960, Cadenas publica Cuadernos del destierro, libro compuesto por poemas cuya temática fundamental es la búsqueda de la identidad y del sentido de la existencia. En 1963 este autor publica su poema Derrota. Entre sus propósitos logrados estuvo la publicación de una revista y la edición de libros. Entre los integrantes hay que mencionar al historiador Manuel Caballero, el escritor Oswaldo Barreto, los poetas Arnaldo Acosta Bello, Jesús Enrique Guédez, Ángel Eduardo Acevedo, Darío Lancini, Pepe Barroeta.
Los años sesenta estuvieron signados por el estallido de la Revolución Cubana y la llegada de la democracia a Venezuela con Rómulo Betancourt. Fueron años muy convulsos y El Techo de la Ballena encarnó la necesidad de una nueva estética para la nueva realidad que se estaba viviendo, Carlos Contramaestre, Caupolicán Ovalles y Adriano González León, junto con muchos otros que venían de Sardio también, fueron miembros de esta agrupación. El grupo Sol cuello y cortado estuvo dirigido más hacia la nueva poesía que otro género. La pandilla de Lautrémont conformada como grupo abierto termina derivando en la mítica La República del Este, cuyo eterno presidente que resistió todos los golpes a su estado fue Caupolicán Ovalles. Otros grupos que reunieron propuestas estéticas y políticas radicales fueron En Haa, Trópico uno, 40° a la sombra.

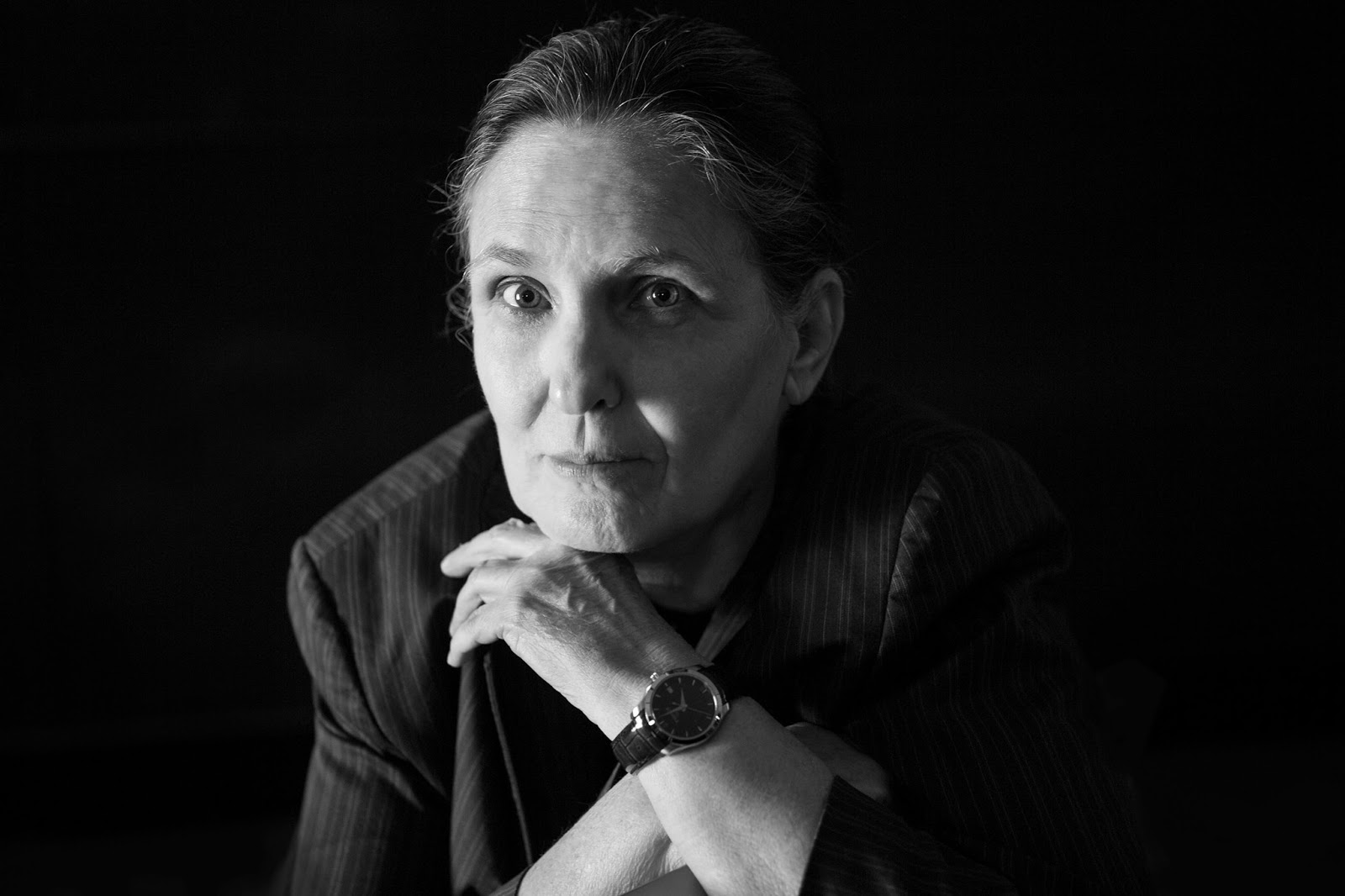
Yolanda Pantin, Premio García Lorca de Poesía.

En los años ochenta, los grupos Tráfico y Guaire conducen a la lírica nacional por nuevos senderos, una vez agotados los códigos literarios de las décadas anteriores. Eugenio Montejo fue uno de los poetas más importantes de finales del siglo XX y comienzos del siglo XXI. 
En el interior de Venezuela existe una gran vitalidad en las últimas décadas del siglo XX en la poesía venezolana contemporánea con nombres como Ana Enriqueta Terán, Miyó Vestrini, Aquiles Nazoa, Lucila Velásquez, Efraín Hurtado, Pálmenes Yarza, Jean Aristeguieta, Yolanda Pantin, José Antonio Yepes Azparren que generalmente son figuras emblemáticas de sus regiones con gran influencia sobre los creadores locales. 
Entre los poetas contemporáneos más influyentes de actualidad se cuentan a: Armando Rojas Guardia, Elizabeth Schön, Jacqueline Goldberg, Esdras Parra, Elisa Lerner, Ida Gramcko, Juan Sánchez Peláez, Luis García Morales, Gustavo Pereira, Víctor Valera Mora, Gustavo Pereira, Luis Alberto Crespo, Jesús Trejo, Hanni Ossott, Carlos Ildemar Pérez, Gina Saraceni, Ígor Barreto, Enza García Arreaza, Alfredo Chacón, Oriette D'Angelo, Antonio Robles, Miguel James, Luz Marina Almarza, Simón Petit, Carmen Verde, Freddy Ñáñez, Jesús Montoya, María Alejandra Rendón, Víctor Manuel Pinto, José Javier Sánchez, Bolívar Pérez, Enrique Moya, Diana Lichy, Patricia Guzmán, Adalber Salas Hernández, Alejandro Castro y Luis Perozo Cervantes. 
Dentro del género poético haiku resalta Wafi Salihhaijin y docente venezolana de ascendencia libanesa homenajeada por la FILVEN.

## Cómic y novela gráfica
Uno de los primeros ejemplos de literatura gráfica del país se encuentra en el semanario Fantoches, fundado en 1923 por el poeta e ilustrador Leoncio Martínez. Martínez ya había colaborado como caricaturista para la revista El Cojo Ilustrado y para el diario El Universal. En Fantoches podemos observar una serie de personajes costumbristas, fantásticos, animales que hablan y situaciones absurdas.
En 1949, es cuando Rafael Rivero Oramas publicó Tío Conejo Detective. Luego, de 1949 a 1967, a través de su revista Tricolor, Rivero serializó las historias que luego publicó en 1973 como libro, El Mundo de Tío Conejo.
Un ejemplo curioso de ciencia ficción dentro de la novela gráfica y el cómic, lo encontramos en la novela La civilización en Marte de Arez Najú, ilustrada por el mismo autor en 1959.
En la década de los 60 se publica el cómic clandestino Una extraña historia de ficción científica… LA EXTRAORDINARIA MÁQUINA DEL PROFESOR VAN ROMULIK.
También es importante destacar revistas como El Gallo Pelón en la década de los 50 hasta los años 70, o El sádico ilustrado a partir de los 70, en la que participaron, entre otros, autores como Elisa Lerner, Salvador Garmendia, Luis Britto García y artistas gráficos como Jacobo Borges o Pedro León Zapata. También de los años 70 es el cómic de superhéroes Capitán Guayana.
Podemos también destacar la obra de Otrova Gomas (heterónimo de Jaime Ballestas), quien publica en 1983 El jardín de los inventos.
En la actualidad se puede destacar la obra de Alexis Ziritt (ilustrador de Space Riders y Night Hunters), Carlos Giffoni (guionista de Space Riders). Space Riders es una novela gráfica en tres volúmenes que narra las aventuras de los tripulantes de la Santa Muerte, una nave espacial en forma de calavera. En el camino se encontrarán ballenas cósmicas, y a personajes como Doña Bárbara o María Lionza.Por otro lado, Night Hunters, escrita junto con Dave Baker, es una obra distópica y cyberpunk que tiene lugar en una Caracas del futuro.
También destaca la obra de Mauro «Pupo» Salmaso (ilustrador y escritor de Son Vistos Como Zombis), del novelista e ilustrador Lucas García, del artista visual Carlos Luis Sánchez Becerra (conocido su seudónimo Majenye), o del escritor Wilfredo Machado (La noche de Prometeo).

## Literatura oral
Venezuela tiene una rica literatura oral de cuentos y leyendas, varias de estas últimas relacionadas con personajes históricos. Varios de estos cuentos tienen su origen en la tradición oral de las variadas etnias indígenas del país, mientras que otros son relatos "criollos". Algunas de las leyendas más populares del país están ligadas a espantos o fantasmas, como el caso de El Silbón, la Sayona, etc. En el caso de los cuentos populares, tal vez los más representativos y conocidos sean los cuentos de Tío Conejo.
Si bien, se han hecho algunos esfuerzos por documentar esta literatura folclórica, poco se editan o reeditan estos trabajos, obstaculizando el que los lectores se familiaricen con esta rama de la tradición venezolana.